# Moorhuhn (Computerspielreihe)
Moorhuhn ist eine Serie von Videospielen im Shooter-Genre. Seit der ungeplanten Veröffentlichung und nachfolgenden Verbreitung des ersten Titels als Shareware, obwohl dieser ursprünglich lediglich als kleineres Werbespiel konzipiert war, gewann die Reihe schnell an Beliebtheit. In den frühen 2000ern galt Moorhuhn als Deutschlands beliebtestes Computerspiel und entwickelte sich schnell zu einem plattformübergreifenden Franchise mit einer Vielfalt an Ablegern und Merchandise.

## Geschichte
Das erste Moorhuhn-Spiel (inzwischen als Die Original Moorhuhnjagd vertrieben) wurde 1998 von der in Bochum sitzenden Werbeagentur Art Department als Werbespiel für die Whisky-Marke Johnnie Walker in Auftrag gegeben. Die Entwicklung übernahmen die niederländischen Witan Studios. Das Konzept eines Werbespiels für Johnnie Walker entstammte ursprünglich bereits 1997 einer anderen Werbeagentur, namhaft der in Hamburg sitzenden Vorwerk & Buchholz. Witan Studios zeigte auf der Demo-Party Bizarre 98 einen Prototyp des Spiels, damals noch unter dem Namen KippenSchieten.
Im Oktober 1998 wurde das Spiel als Virtuelle Moorhuhnjagd dann von einem als Jäger verkleideten Werbeteam in ausgewählten Kneipen auf Laptops bereitgestellt. Obwohl eine weitere Verbreitung nie geplant war, tauchte das Spiel knapp ein Jahr später auf einer Vielzahl an privaten Websites auf. Was von den Herausgebern anfangs noch kritisch betrachtet wurde, sorgte bald für ein unerwartet hohes öffentliches Interesse an der Marke, weswegen das Spiel ab 1999 offiziell von Art Department zum Download bereitgestellt wurde. Es erfreute sich im deutschen Sprachraum dermaßen großer Beliebtheit, dass es von verschiedenen Medien sogar als Bedrohung für die Geschäftsergebnisse von Unternehmen beschrieben wurde, da die Mitarbeiter angeblich aufgrund der einfachen Zugänglichkeit und Teilbarkeit (das Originalspiel hatte nur eine Dateigröße von circa zwei Megabyte, sodass es per E-Mail verschickt werden konnte) viele Stunden am Arbeitsplatz mit Spielen verschwendeten.
Der Spieleentwickler und Urheberrechtsinhaber des Franchise ging Ende 1999 auf dem Höhepunkt der Dotcom-Blase an die Börse und erreichte einen Marktwert von bis zu einer Milliarde Euro.
Im Jahr 2002 erfuhr der Aktienwert der Phenomedia AG dann einen drastischen Einbruch, nachdem bekannt wurde, dass gegen Führungskräfte des Unternehmens wegen Bilanzfälschung ermittelt wurde. Vorstandsvorsitzender Markus Scheer und Finanzvorstand Björn Denhard, welche die Fälschungen gestanden hatten, wurden entlassen. Im Jahr 2009 wurden sie wegen Kapitalanlagenbetrugs und anderer Verstöße zu 46 bzw. 36 Monaten Haft verurteilt. Anschließend verließ Scheer die Videospielbranche, wandte sich stattdessen der Politik zu und galt als „mächtiger Strippenzieher“ der rechtsextremen AfD in Nordrhein-Westfalen, bis er 2022 mit Bündnis Deutschland seine eigene Partei gründete.
Für die Phenomedia AG wurde ein Insolvenzverfahren eröffnet, in dessen Rahmen ihre Marken, darunter die Rechte für die Moorhuhn-Reihe, an die neugegründete Phenomedia publishing GmbH gingen. Diese widmete sich weiterhin der Entwicklung und Veröffentlichung von Computerspielen, bis die GmbH 2017 liquidiert wurde und die Marke an die ak tronic Software & Services GmbH ging, welche zuvor bereits als Publisher für mehrere Moorhuhn-Spiele agierte.
Stand 2025 sind mehrere Spiele der Reihe in Deutschland auf Steam aus rechtlichen Gründen gesperrt. Dies betrifft unter anderem "Moorhuhn (Crazy Chicken)", "Moorhuhn Invasion (Crazy Chicken Invasion)" und "Moorhuhn / Crazy Chicken Tales".

## Spielprinzip

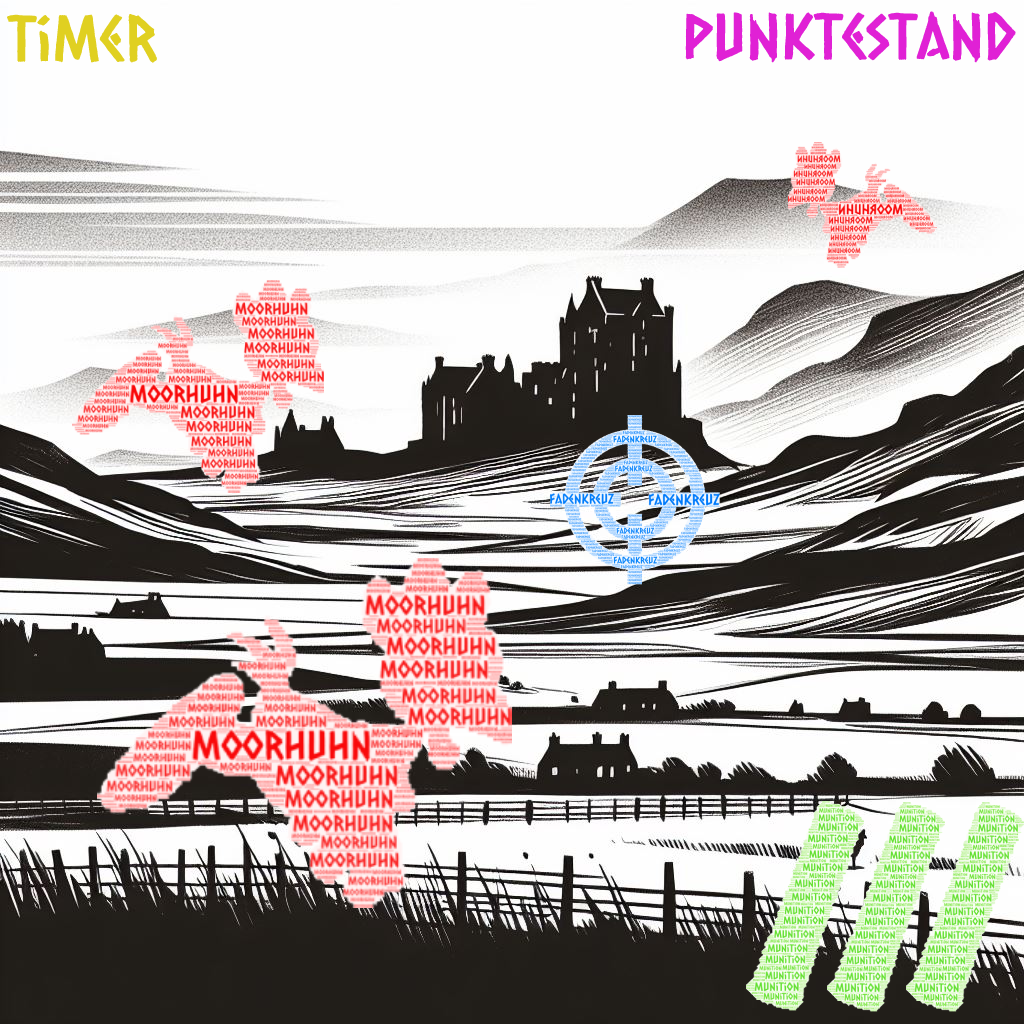
Abstrakte Darstellung einer typischen Spielszene

Innerhalb der Hauptserie, deren Konzept vom schottischen Glorious Twelfth abgeleitet ist, besteht das Ziel des Spiels normalerweise darin, einen Highscore zu erreichen, indem man im Rahmen des Shooter-Genres die titelgebenden Moorhühner abschießt. Dafür stehen den Spielern pro Runde meist 90 Sekunden und eine unendliche Menge an Munition zur Verfügung. Ab Moorhuhn 2 – Die Jagd geht weiter beinhalteten die Spiele auch eine Vielfalt an Rätseln und Geheimnissen, welche sich durch das Abschießen von verschiedenen Objekten auf dem Bildschirm zu einem bestimmten Zeitpunkt und/oder in einer bestimmten Reihenfolge lösen lassen. Der Umstand, dass diese die Punktzahl auch deutlich mehr erhöhten als die regulären Moorhühner, trug viel zum Wettbewerb und zur Diskussion zwischen Spielern bei. Spätere Einträge fügten zudem noch Elemente wie eine größere Vielfalt an Nicht-Spieler-Charakteren, Minispielen nach einer erfolgreichen Runde oder mehrere Level hinzu.
Abgesehen von den Shooter-Spielen beinhaltet das Moorhuhn-Franchise auch eine Vielfalt an Ablegern, wie etwa die Mario-Kart-inspirierte Moorhuhn-Kart-Reihe, die sich als Point-and-Click spielende Moorhuhn-Adventure-Reihe, die Moorhuhn-Jump-'n'-Run-Plattformer, die Moorhuhn-Sportspiele, sowie viele weitere Spiele, welche Moorhuhn-Charaktere und -Schauplätze verwenden.

## Charaktere
Das Franchise enthält eine Reihe fiktiver wiederkehrender Charaktere:
- Moorhuhn: Die namensgebende Spezies der Serie. Diese ursprünglich von Ingo Mesche im Jahr 1992 für das unveröffentlichte Commodore-Amiga-Spiel Duckling entworfenen Hühner gelten als „Deutschlands beliebteste Computerspiel-Figur“.[12] Ihr aktuelles Design, welches seit Moorhuhn X verwendet wird, wurde von 3D-Künstler Ernst Weber kreiert. In ihren Erscheinungen zeigen sie häufig Anzeichen von humanoider Intelligenz, indem sie etwa Werkzeuge verwenden, wie eine organisierte Gesellschaft untereinander interagieren, Kostüme tragen und individuelle Charaktereigenschaften haben.
- Moorhuhn Indy: Eine Moorhuhn-Karikatur von Indiana Jones. Der Charakter fungiert als Hauptfigur der Moorhuhn Adventure-, sowie Moorhuhn Jump'n Run-Ableger und hatte kleinere Auftritte in verschiedenen anderen Spielen der Reihe. Über die Jahre haben sich für Moorhuhn Indy eigene Charaktereigenschaften (wie eine Mischung aus Abenteuerlust und kindlicher Naivität, gepaart mit einer allgemeinen Unbeholfenheit, die sowohl in seinen Dialogen als auch in seinen Handlungen zum Ausdruck kommt) sowie eine Hintergrundgeschichte etabliert, die seinen Wohnsitz (ein Schloss im schottischen Hochland) und seine Großfamilie, wie etwa seinen Geister jagenden Großvater, umfasst.
- Moorfrosch: Dieser Frosch diente als Einführung in die Geheimnis- und Rätselmechaniken, die ab Moorhuhn 2 – Die Jagd geht weiter zu einer tragenden Säule der Serie wurden. Er sollte die Aufmerksamkeit der Spieler dadurch erregen, dass er entweder einerseits quakend in Sichtweite saß, jedoch jeglichen Geschossen auswich, sofern nicht bestimmte andere Bedingungen erfüllt waren, oder andererseits als Ausgangspunkt eines eigenen Rätsels diente. Anschließend hatte er mehrere Auftritte in der Moorhuhn-Kart-Serie, trat als Reittier in Moorhuhn – Das verbotene Schloss auf und erhielt sein eigenes Videospiel. In einer Pressemitteilung wurde er offiziell als „die kleine, grüne Nervensäge aus Moorhuhn 2 und dem Online Game der zweiten Meisterschaft“ bezeichnet.[13]
- Hank: Ein Maulwurf, der in der Moorhuhn Winter-Edition eingeführt wurde. Während sein ursprünglicher Zweck darin bestand, dem Spieler als Tutorial-Charakter zu dienen, wurde er in späteren Teilen stärker eingebunden, wie zum Beispiel in Moorhuhn Wanted, wo Hank aus seinem Maulwurfshügel gelockt werden muss, um den Schlüssel zum nächsten Level aus seinen Händen zu schießen. Abgesehen von seinen Auftritten in der Moorhuhn-Kart-Reihe war er später in seinem eigenen Spiel spielbar, in welchem dem seine Mission darin bestand, den Urus, einer fiktiven Rasse von Erdgeistern, Schätze zu stehlen.
- Kröt: Diese anthropomorphe Schildkröte tauchte zum ersten Mal in Moorhuhn 3 – Es gibt Huhn! unter dem Namen „Marzipan“ auf und bewachte dieselben Babyschildkröten, die schließlich zum Hauptschwerpunkt eines eigenen Spiels werden sollten. Während ihn frühere Auftritte, etwa in der Moorhuhn-Kart-Serie, ohne viele Unterscheidungsmerkmale zeigten, stattete ihn sein eigener Ableger mit einer Schutzbrille, einem Raketenrucksack und einer Laserpistole aus.
- Lesshuhn: Ein enger Verwandter des Moorhuhns, welcher in Moorhuhn 3 – Es gibt Huhn! eingeführt wurde. Die Spezies wird als derart unintelligent beschrieben, dass ihre Dummheit sie zu einer bedrohten Art am Rande des Aussterbens gemacht hat, weswegen der Abschuss eines Lesshuhns üblicherweise mit Punktabzug bestraft wird. Ihr Name ist ein Wortspiel, welches auf der Tatsache basiert, dass das „Moor“ im Namen des Moorhuhns dem englischen Wort „more“ (dt.: mehr) ähnlich klingt, zu dem „less“ (dt.: weniger) das natürliche Gegenteil wäre. Darüber hinaus ähnelt ihr Name dem des Blässhuhns.

## Liste von Moorhuhn-Spielen

### Hauptserie
| Titel                                                                   | Details | Kurzbeschreibung |
| ----------------------------------------------------------------------- | --- | --- |
| Die Original Moorhuhnjagd Erscheinungsdatum 23. Dezember 1999           | Ursprüngliche Systeme: - PC – 1999 - Game Boy Color – 2000 - PalmOS – 2001 - Java – 2002 Remake: - PC – 2005 - Browser – 2005 - iOS, Android – 2017 - Nintendo Switch – 2018 - PlayStation 5 – 2021 | Ursprünglich als Werbespiel im kleinen Maßstab konzipiert (sämtliche Anspielungen an echte Marken wurden in späteren Versionen entfernt), bietet dieser Shooter dem Spieler 90 Sekunden und unendlich viel Munition, um durch das Abschießen verschiedener Elemente in einer schottischen Landschaft – hauptsächlich die titelgebenden Moorhühner, welche umso mehr Punkte vergeben, je ferner sie im Hintergrund sind – so viele Punkte wie möglich zu erreichen. Das 2005 erschienene Remake enthält lediglich visuelle Aktualisierungen des Spiels, während spätere Neuveröffentlichungen auch Elemente aus Moorhuhn 3 hinzufügen. |
| Die Original Moorhuhnjagd Erscheinungsdatum 23. Dezember 1999           | Notizen: - Original-Versionen veröffentlicht von Ravensburger Interactive Media - PC-Version des Remakes von veröffentlicht von ak tronic Software & Services GmbH - Spätere Versionen des Remakes veröffentlicht von Higgs Games - Die Java-Version heißt Moorhuhn Classic - Eine spezielle Browserversion wurde für die 1. Deutsche Moorhuhn-Meisterschaft veröffentlicht, wobei der einzig nennenswerte Unterschied die Online-Highscore-Tabelle ist                                    | Ursprünglich als Werbespiel im kleinen Maßstab konzipiert (sämtliche Anspielungen an echte Marken wurden in späteren Versionen entfernt), bietet dieser Shooter dem Spieler 90 Sekunden und unendlich viel Munition, um durch das Abschießen verschiedener Elemente in einer schottischen Landschaft – hauptsächlich die titelgebenden Moorhühner, welche umso mehr Punkte vergeben, je ferner sie im Hintergrund sind – so viele Punkte wie möglich zu erreichen. Das 2005 erschienene Remake enthält lediglich visuelle Aktualisierungen des Spiels, während spätere Neuveröffentlichungen auch Elemente aus Moorhuhn 3 hinzufügen. |
| Moorhuhn 2 – Die Jagd geht weiter Erscheinungsdatum: 20. September 2000 | Systeme: - PC – 2000 - PlayStation – 2000 - Game Boy Color – 2001 | Die sich ähnlich dem Original spielende Fortsetzung fügt viele weitere abzuschießende Objekte hinzu, von denen manche miteinander interagieren und dem Spieler als Rätsel dienen, die es zu lösen gilt. Diese Rätsel sollten zu einem Hauptbestandteil der Serie werden. Auch Geheimnisse wie eine versteckte Version von Snake wurden implementiert. Spielt in der Nähe eines schottischen Dorfes. |
| Moorhuhn 2 – Die Jagd geht weiter Erscheinungsdatum: 20. September 2000 | Notizen: - Veröffentlicht von Ravensburger Interactive Media - Das Snake-Minispiel wurde auch alleinstehend über Adobe Flash veröffentlicht - Eine spezielle Browserversion wurde für den zweiten Moorhuhn Online-Contest Deutschland veröffentlicht | Die sich ähnlich dem Original spielende Fortsetzung fügt viele weitere abzuschießende Objekte hinzu, von denen manche miteinander interagieren und dem Spieler als Rätsel dienen, die es zu lösen gilt. Diese Rätsel sollten zu einem Hauptbestandteil der Serie werden. Auch Geheimnisse wie eine versteckte Version von Snake wurden implementiert. Spielt in der Nähe eines schottischen Dorfes. |
| Moorhuhn Schweizer Meisterschaft Erscheinungsdatum: 1. März 2001        | Systeme: - Browser – 2001 | Ein Trainingsspiel für die titelgebende Schweizer Moorhuhn-Meisterschaft, welches sich ähnlich zu Moorhuhn 2 spielt, aber von seinem alpinen Schauplatz mit neuen Rätseln, die sich um Elemente wie einer Berghütte oder einen vorbeifahrenden Bus drehen, Gebrauch macht. |
| Moorhuhn Schweizer Meisterschaft Erscheinungsdatum: 1. März 2001        | Notizen: - Veröffentlicht von Bluewin | Ein Trainingsspiel für die titelgebende Schweizer Moorhuhn-Meisterschaft, welches sich ähnlich zu Moorhuhn 2 spielt, aber von seinem alpinen Schauplatz mit neuen Rätseln, die sich um Elemente wie einer Berghütte oder einen vorbeifahrenden Bus drehen, Gebrauch macht. |
| Moorhuhn Winter-Edition Erscheinungsdatum: 18. März 2001                | Systeme: - PC – 2001 | Als eigenständiges Add-on ähnelt dieses Spiel sehr Moorhuhn 2, nur mit dem Unterschied, dass die Landschaft und dementsprechend einige Rätsel nun winterlich angehaucht sind. Das Spiel enthält Werbung für Haribo. |
| Moorhuhn Winter-Edition Erscheinungsdatum: 18. März 2001                | Notizen: - Veröffentlicht von Ravensburger Interactive Media | Als eigenständiges Add-on ähnelt dieses Spiel sehr Moorhuhn 2, nur mit dem Unterschied, dass die Landschaft und dementsprechend einige Rätsel nun winterlich angehaucht sind. Das Spiel enthält Werbung für Haribo. |
| Moorhuhn Pottmasters Erscheinungsdatum: 17. März 2001                   | Ursprüngliche Systeme: - Browser – 2001 2003er-Version: - Browser – 2003 | Dieses Spiel, welches als Qualifikationsrunde für die Moorhuhn-Meisterschaft 2001 in Nordrhein-Westfalen diente, verwendet die Landschaft aus Moorhuhn 2 in einer Nacht-Version wieder, entfernt jedoch sämtliche Rätsel und sonstige Gimmicks, um sich auf den Reaktions-Aspekt der Serie zu konzentrieren. Die 2003er-Version führt neben kleineren Verbesserungen neue Rätsel und Geheimnisse ein. |
| Moorhuhn Pottmasters Erscheinungsdatum: 17. März 2001                   | Notizen: - Veröffentlicht von Phenomedia AG - Das Spiel wurde am 9. Januar 2003 durch ein Remake namens Moorhuhn Pottmasters 2003 ersetzt | Dieses Spiel, welches als Qualifikationsrunde für die Moorhuhn-Meisterschaft 2001 in Nordrhein-Westfalen diente, verwendet die Landschaft aus Moorhuhn 2 in einer Nacht-Version wieder, entfernt jedoch sämtliche Rätsel und sonstige Gimmicks, um sich auf den Reaktions-Aspekt der Serie zu konzentrieren. Die 2003er-Version führt neben kleineren Verbesserungen neue Rätsel und Geheimnisse ein. |
| Moorhuhn Good Ol' Times Erscheinungsdatum: 6. Juli 2001                 | Systeme: - Browser – 2001 | Ein klassisches Moorhuhn-Spiel, welches im grafischen Stil alter Filme gehalten ist, in einer ländlichen Umgebung spielt und neue Spiel-Elemente wie Hasen oder Luftballons einführt. Das Spiel war Gegenstand einer fiktiven Entwicklungsgeschichte, in der behauptet wurde, Good Ol‘ Times sei das verlorene erste Spiel der Serie gewesen und erst kurz vor der Veröffentlichung im Keller von Phenomedia wiederentdeckt worden. |
| Moorhuhn Good Ol' Times Erscheinungsdatum: 6. Juli 2001                 | Notizen: - Veröffentlicht von Phenomedia AG | Ein klassisches Moorhuhn-Spiel, welches im grafischen Stil alter Filme gehalten ist, in einer ländlichen Umgebung spielt und neue Spiel-Elemente wie Hasen oder Luftballons einführt. Das Spiel war Gegenstand einer fiktiven Entwicklungsgeschichte, in der behauptet wurde, Good Ol‘ Times sei das verlorene erste Spiel der Serie gewesen und erst kurz vor der Veröffentlichung im Keller von Phenomedia wiederentdeckt worden. |
| Moorhuhn 3 – Es gibt Huhn! Erscheinungsdatum: 4. Oktober 2001           | Systeme: - PC – 2001 - Game Boy Color – 2002 - Game Boy Advance – 2002 - PlayStation – 2002 | Während das grundlegende 90-Sekunden-Einzelbildschirm-Spielprinzip unverändert blieb, spielt dieser Eintrag an einem Strand mit eigenen Rätseln und Feinden, wie zum Beispiel dem Lesshuhn, dessen Abschuss Punktabzug nach sich zieht, oder einem computergesteuerten Rivalen, welcher versucht, mehr Punkte als der Spieler zu erreichen. Enthält mit Moortris eine versteckte Variante von Tetris. Die US-amerikanische Version Country Varmint Hunter ersetzt die Moorhühner durch generische Vögel. |
| Moorhuhn 3 – Es gibt Huhn! Erscheinungsdatum: 4. Oktober 2001           | Notizen: - PC-Version veröffentlicht von Phenomedia AG - GBC-, GBA- und PS1-Versionen veröffentlicht von Ubisoft - Das Moortris-Minispiel wurde auch alleinstehend über Adobe Flash veröffentlicht | Während das grundlegende 90-Sekunden-Einzelbildschirm-Spielprinzip unverändert blieb, spielt dieser Eintrag an einem Strand mit eigenen Rätseln und Feinden, wie zum Beispiel dem Lesshuhn, dessen Abschuss Punktabzug nach sich zieht, oder einem computergesteuerten Rivalen, welcher versucht, mehr Punkte als der Spieler zu erreichen. Enthält mit Moortris eine versteckte Variante von Tetris. Die US-amerikanische Version Country Varmint Hunter ersetzt die Moorhühner durch generische Vögel. |
| Moorhuhn X Erscheinungsdatum: 15. Mai 2003                              | Ursprüngliche Systeme: - PC – 2003 - Java – 2004 - PlayStation – 2005 - PlayStation 2 – 2006 - Nintendo Switch – 2022 - Steam – 2022 DeluXe/HD: - iOS – 2009 - Android – 2012 - Windows RT – 2012 - Windows 8.1 – 2013 | Moorhuhn X spielt auf einem Bauernhof im Herbst und ist das erste der Serie, das 3D-Modelle anstelle von Sprites verwendet. Dabei wurden auch die modernen Charakterdesigns eingeführt, welche seitdem Verwendung finden. Während die Neuerungen aus Moorhuhn 3 entfernt wurden, kamen kürzere Bonusspiele nach dem Ende einer Runde hinzu. Spätere Versionen spielen sich ähnlich ab, bieten jedoch mehr Steuerungs-, Sprach- und Seitenverhältnisoptionen. Die Nintendo-Switch- und Steam-Veröffentlichungen enthalten außerdem vier neue Minispiele.                                                                               |
| Moorhuhn X Erscheinungsdatum: 15. Mai 2003                              | Notizen: - PC-Version veröffentlicht von ak tronic Software & Services GmbH - Java-Version veröffentlicht von Mobile Scope AG - PS2-Version veröffentlicht von Play It Ltd. - Nintendo-Switch- und Steam-Versionen veröffentlicht von Higgs Games GmbH - Alle anderen Versionen veröffentlicht von Phenomedia publishing GmbH - Die Smartphone-Versionen heißen entweder Moorhuhn DeluXe oder Moorhuhn HD - Verfügbar in XS- (kostenlose Demo), XL- (5 €) und XXL-Versionen (ganzes Spiel) | Moorhuhn X spielt auf einem Bauernhof im Herbst und ist das erste der Serie, das 3D-Modelle anstelle von Sprites verwendet. Dabei wurden auch die modernen Charakterdesigns eingeführt, welche seitdem Verwendung finden. Während die Neuerungen aus Moorhuhn 3 entfernt wurden, kamen kürzere Bonusspiele nach dem Ende einer Runde hinzu. Spätere Versionen spielen sich ähnlich ab, bieten jedoch mehr Steuerungs-, Sprach- und Seitenverhältnisoptionen. Die Nintendo-Switch- und Steam-Veröffentlichungen enthalten außerdem vier neue Minispiele.                                                                               |
| Moorhuhn Camera X Erscheinungsdatum: 4. Mai 2004                        | Systeme: - Nokia 3650, 3660, 6600 – 2004 - Siemens SX1 – 2004 | Als das erste bewegungsgesteuerte Spiel in der Reihe nutzt Moorhuhn Camera X die Kamera des Mobiltelefons als Sensor. Bewegt der Spieler das Handy, bewegt sich auch das Fadenkreuz, während die Moorhühner sich hinter verschiedenen virtuellen Objekten verstecken. |
| Moorhuhn Camera X Erscheinungsdatum: 4. Mai 2004                        | Notizen: - Veröffentlicht von Jamba | Als das erste bewegungsgesteuerte Spiel in der Reihe nutzt Moorhuhn Camera X die Kamera des Mobiltelefons als Sensor. Bewegt der Spieler das Handy, bewegt sich auch das Fadenkreuz, während die Moorhühner sich hinter verschiedenen virtuellen Objekten verstecken. |
| Moorhuhn Wanted Erscheinungsdatum: 12. August 2004                      | Systeme: - PC – 2004 - Browser – 2004 - Nintendo Switch – 2018 | Das erste Spiel der Serie, welches mehrere Level beinhaltet (drei normale und ein Bonuslevel), die der Spieler durch das Lösen verschiedener Rätsel erreichen kann. Wanted spielt im Wilden Westen und führte sogenannte „Desperado-Hühner“ ein, die in Richtung Bildschirm schießen, den Spieler verletzen und somit eine Lebensanzeige ins Spiel bringen. |
| Moorhuhn Wanted Erscheinungsdatum: 12. August 2004                      | Notizen: - Veröffentlicht von ak tronic Software & Services GmbH - Verfügbar in XS- (kostenlose Demo), XL- (5 €) und XXL-Versionen (ganzes Spiel) - Die High Huhn- und Los Dosos-Bonusspiele wurden auch alleinstehend über Adobe Flash veröffentlicht | Das erste Spiel der Serie, welches mehrere Level beinhaltet (drei normale und ein Bonuslevel), die der Spieler durch das Lösen verschiedener Rätsel erreichen kann. Wanted spielt im Wilden Westen und führte sogenannte „Desperado-Hühner“ ein, die in Richtung Bildschirm schießen, den Spieler verletzen und somit eine Lebensanzeige ins Spiel bringen. |
| Moorhuhn Ancient Erscheinungsdatum: 3. November 2004                    | Systeme: - Browser – 2004 | Während die grundlegende Spielweise dem Stil der ersten Einträge der Reihe ähnelt, nun jedoch im Alten Ägypten spielt, folgt Ancient einem neuen Monetarisierungsschema, das es den Spielern ermöglicht, entweder im kostenlosen Einzelspielermodus zu trainieren oder gegeneinander um den Highscore zu wetten, wobei Echtgeld eingesetzt wird. |
| Moorhuhn Ancient Erscheinungsdatum: 3. November 2004                    | Notizen: - Veröffentlicht von Phenomedia publishing GmbH | Während die grundlegende Spielweise dem Stil der ersten Einträge der Reihe ähnelt, nun jedoch im Alten Ägypten spielt, folgt Ancient einem neuen Monetarisierungsschema, das es den Spielern ermöglicht, entweder im kostenlosen Einzelspielermodus zu trainieren oder gegeneinander um den Highscore zu wetten, wobei Echtgeld eingesetzt wird. |
| Moorhuhn Invasion Erscheinungsdatum: 15. August 2005                    | Systeme: - PC – 2005 - Browser – 2005 - Java – 2005 - Android – 2014 - Steam – 2015 - Nintendo Switch – 2023 | Ähnlich wie Moorhuhn X besteht dieses Spiel lediglich aus einem 90-Sekunden-langen Hauptlevel und einem 45-sekündigen Bonuslevel. Diese spielen während einer Invasion durch Außerirdische, wodurch viele neue Spielelemente eingebunden werden konnten. Zudem ist ein Minispiel namens Moorhuhn 1984 enthalten, welches grafisch und inhaltlich Arcade-Spielen aus den 80ern nachempfunden ist. |
| Moorhuhn Invasion Erscheinungsdatum: 15. August 2005                    | Notizen: - PC- und Java-Versionen veröffentlicht von ak tronic Software & Services GmbH - Android-Version veröffentlicht von Doyodo - Steam-Version veröffentlicht von Retroism - Nintendo Switch-Version von Higgs Games GmbH | Ähnlich wie Moorhuhn X besteht dieses Spiel lediglich aus einem 90-Sekunden-langen Hauptlevel und einem 45-sekündigen Bonuslevel. Diese spielen während einer Invasion durch Außerirdische, wodurch viele neue Spielelemente eingebunden werden konnten. Zudem ist ein Minispiel namens Moorhuhn 1984 enthalten, welches grafisch und inhaltlich Arcade-Spielen aus den 80ern nachempfunden ist. |
| Moorhuhn Piraten Erscheinungsdatum: 15. Juli 2006                       | Systeme: - PC – 2006 - Browser – 2009 - DSiWare – 2012 - Nintendo 3DS – 2012 - iOS – 2013 - Android – 2015 - Nintendo Switch – 2022 - Steam – 2023 | Spielt sich ähnlich wie der Vorgänger, allerdings auf karibischen Inseln. Dies ist das erste Spiel der Serie, welches komplett auf Moorhühner verzichtet und sie stattdessen durch sogenannte Piratenhühner ersetzt. Im versteckten Bonusspiel Piraten versenken muss der Spieler feindliche Piraten abschießen, bevor sie das Schiff erreichen. Die iOS- und Android-Versionen fügen einen „Rennen gegen die Zeit“- und „Tower Defense“-Modus hinzu. |
| Moorhuhn Piraten Erscheinungsdatum: 15. Juli 2006                       | Notizen: - Veröffentlicht von Phenomedia publishing GmbH - Die Browser-Version heißt Moorhuhn Pirateninsel - Das Piraten versenken-Bonusspiel wurde auch alleinstehend über Adobe Flash veröffentlicht | Spielt sich ähnlich wie der Vorgänger, allerdings auf karibischen Inseln. Dies ist das erste Spiel der Serie, welches komplett auf Moorhühner verzichtet und sie stattdessen durch sogenannte Piratenhühner ersetzt. Im versteckten Bonusspiel Piraten versenken muss der Spieler feindliche Piraten abschießen, bevor sie das Schiff erreichen. Die iOS- und Android-Versionen fügen einen „Rennen gegen die Zeit“- und „Tower Defense“-Modus hinzu. |
| Moorhuhn X-Mas Erscheinungsdatum: 28. November 2007                     | Systeme: - Browser – 2007 | Eine Browser-Version von Moorhuhn Remake, welche im Winter spielt und dementsprechend saisongerechte Rätsel sowie Moorhühner in Weihnachtsmann-Kleidung verwendet. |
| Moorhuhn X-Mas Erscheinungsdatum: 28. November 2007                     | Notizen: - Veröffentlicht von Phenomedia publishing GmbH | Eine Browser-Version von Moorhuhn Remake, welche im Winter spielt und dementsprechend saisongerechte Rätsel sowie Moorhühner in Weihnachtsmann-Kleidung verwendet. |
| Moorhuhn Director's Cut Erscheinungsdatum: 15. Dezember 2007            | Systeme: - PC – 2007 - DSiWare – 2013 - Nintendo 3DS – 2013 - iOS, Android – 2014 | Während die grundlegenden Mechaniken gleich blieben, schlug Director's Cut in Bezug auf die Levelstruktur eine völlig andere Richtung ein. Statt einem neunzigsekündigen Level beinhaltet dieses Spiel zwei verschiedene Filmsets, in welchen bestimmte Anforderungen erfüllt werden müssen (beispielsweise das Lösen eines Rätsels), um den nächsten „Take“ im jeweils anderen Level zu erreichen, bis dem Spieler die Munition ausgeht. |
| Moorhuhn Director's Cut Erscheinungsdatum: 15. Dezember 2007            | Notizen: - PC-Version veröffentlicht von Phenomedia publishing GmbH - Alle anderen Versionen veröffentlicht von Teyon | Während die grundlegenden Mechaniken gleich blieben, schlug Director's Cut in Bezug auf die Levelstruktur eine völlig andere Richtung ein. Statt einem neunzigsekündigen Level beinhaltet dieses Spiel zwei verschiedene Filmsets, in welchen bestimmte Anforderungen erfüllt werden müssen (beispielsweise das Lösen eines Rätsels), um den nächsten „Take“ im jeweils anderen Level zu erreichen, bis dem Spieler die Munition ausgeht. |
| 10 Jahre Moorhuhn Erscheinungsdatum: 12. Januar 2010                    | Systeme: - Browser – 2010 | Ein klassisches Shooter-Spiel, welches die Szenerie aus Moorhuhn X wiederverwendet, dafür allerdings als Hauptalleinstellungsmerkmal einen Spielautomaten beinhaltet. Wird dieser abgeschossen, erscheint eine zufällige Zahl zwischen 1999 und 2010 und ein Ereignis, welches ein Moorhuhn-Spiel aus dem jeweiligen Jahr repräsentiert, wird ausgelöst. |
| 10 Jahre Moorhuhn Erscheinungsdatum: 12. Januar 2010                    | Notizen: - Veröffentlicht von Phenomedia publishing GmbH | Ein klassisches Shooter-Spiel, welches die Szenerie aus Moorhuhn X wiederverwendet, dafür allerdings als Hauptalleinstellungsmerkmal einen Spielautomaten beinhaltet. Wird dieser abgeschossen, erscheint eine zufällige Zahl zwischen 1999 und 2010 und ein Ereignis, welches ein Moorhuhn-Spiel aus dem jeweiligen Jahr repräsentiert, wird ausgelöst. |
| Moorhuhn Halloween Erscheinungsdatum: 31. Oktober 2010                  | Systeme: - Browser – 2010 | Dieser vollständig in schwarz-weiß gehaltene Moorhuhn-Teil spielt in einem alten, vergrabenen Tempel mit Mumien, Skeletten, Huhn-Fledermäusen und anderen Wesen aus dem Horror-Genre. |
| Moorhuhn Halloween Erscheinungsdatum: 31. Oktober 2010                  | Notizen: - Veröffentlicht von Phenomedia publishing GmbH | Dieser vollständig in schwarz-weiß gehaltene Moorhuhn-Teil spielt in einem alten, vergrabenen Tempel mit Mumien, Skeletten, Huhn-Fledermäusen und anderen Wesen aus dem Horror-Genre. |
| Moorhuhn 360° Erscheinungsdatum: 1. September 2017                      | Systeme: - Browser – 2017 | Eine Version von Die Original Moorhuhnjagd, welche die schottische Landschaft als vollkommen dreidimensionale Umgebung aus der Ich-Perspektive darstellt. Teil einer Initiative, HTML5-basierte Moorhuhn-Spieler auf Gamesdistribution.com zu veröffentlichen, wobei sämtliche andere Ergebnisse dieser Initiative Portierungen älterer Browserspiele waren. |
| Moorhuhn 360° Erscheinungsdatum: 1. September 2017                      | Notizen: - Veröffentlicht von OrangeGames | Eine Version von Die Original Moorhuhnjagd, welche die schottische Landschaft als vollkommen dreidimensionale Umgebung aus der Ich-Perspektive darstellt. Teil einer Initiative, HTML5-basierte Moorhuhn-Spieler auf Gamesdistribution.com zu veröffentlichen, wobei sämtliche andere Ergebnisse dieser Initiative Portierungen älterer Browserspiele waren. |
| Moorhuhn VR Erscheinungsdatum: 25. Dezember 2017                        | Systeme: - iOS, Android – 2017 | In Anlehnung an die von Moorhuhn 360° gelegten Grundlagen adaptiert dieses Spiel auf ähnliche Weise die Szenerie und Spielweise eines bereits existierenden Titels (namhaft Moorhuhn X) in eine virtuelle dreidimensionale Umgebung. VR wird hauptsächlich durch Bewegung gesteuert, wobei die Spieler ihr Smartphone in ein Papp-Stereoskop schieben und dann ihren Kopf bewegen müssen, um das Fadenkreuz im Spiel zu bewegen. |
| Moorhuhn VR Erscheinungsdatum: 25. Dezember 2017                        | Notizen: - Veröffentlicht von Moorhuhn GmbH - Veröffentlicht in drei Versionen: Die Fun Edition (beinhaltet einen Zugriffsschlüssel und Pappe, welche zu einem Stereoskop gefaltet werden kann), die Gold Edition (bereits gefaltetes Stereoskop mit besseren Gläsern) und die Limited Edition (signiert von Frank Ziemlinski) | In Anlehnung an die von Moorhuhn 360° gelegten Grundlagen adaptiert dieses Spiel auf ähnliche Weise die Szenerie und Spielweise eines bereits existierenden Titels (namhaft Moorhuhn X) in eine virtuelle dreidimensionale Umgebung. VR wird hauptsächlich durch Bewegung gesteuert, wobei die Spieler ihr Smartphone in ein Papp-Stereoskop schieben und dann ihren Kopf bewegen müssen, um das Fadenkreuz im Spiel zu bewegen. |
| Moorhuhn Xtreme Erscheinungsdatum: 15. Mai 2022                         | Systeme: - Nintendo Switch – 2022 - PlayStation 4 – 2022 - PlayStation 5 – 2022 - PC – 2022 - Steam – 2022 | Moorhuhn Xtreme kehrt zur 3-Level-Struktur von Wanted zurück und spielt sich auch ähnlich wie dieses. Die drei Level sind ein Campingplatz im Wald, ein Spukschluss sowie ein mittelalterliches Dorf, in denen es gilt, möglichst viele Rätsel zu lösen und den Highscore zu knacken. Das Spiel ist außerdem das erste der Serie, das einen simultanen Mehrspielermodus bietet. |
| Moorhuhn Xtreme Erscheinungsdatum: 15. Mai 2022                         | Notizen: - Veröffentlicht von Markt+Technik | Moorhuhn Xtreme kehrt zur 3-Level-Struktur von Wanted zurück und spielt sich auch ähnlich wie dieses. Die drei Level sind ein Campingplatz im Wald, ein Spukschluss sowie ein mittelalterliches Dorf, in denen es gilt, möglichst viele Rätsel zu lösen und den Highscore zu knacken. Das Spiel ist außerdem das erste der Serie, das einen simultanen Mehrspielermodus bietet. |

### Spin-Offs

#### Kart-Serie
| Titel                                                      | Details | Kurzbeschreibung |
| ---------------------------------------------------------- | --- | --- |
| Moorhuhn Kart Classic Erscheinungsdatum: 18. November 2002 | Ursprüngliche Systeme: - PC – 2002 - PlayStation – 2002 Racer: - Java – 2002 | Dieser von der Mario-Kart-Serie inspirierte Fun-Racer umfasst Grand Prix-, Zeitfahren-, 2-Spieler- sowie Phantom Kart-Modi. Enthält fünf Rennstrecken, zehn Items und fünf spielbare Fahrer aus anderen Einträgen der Reihe. Moorhuhn Kart Racer folgt dem gleichen Prinzip, nur dass sämtliche Items entfernt wurden und das Spiel in einen sprite-basierten isometrischen Racer konvertiert wurde.                                                  |
| Moorhuhn Kart Classic Erscheinungsdatum: 18. November 2002 | Notizen: - PC- und PS1-Versionen veröffentlicht von ak tronic Software & Servies GmbH - Java-Version veröffentlicht von Mobile Scope AG - Die Java-Version heißt Moorhuhn Kart Racer - Verfügbar in XS- (kostenlose Demo), XL- (5 €) und XXL-Versionen (ganzes Spiel)                    | Dieser von der Mario-Kart-Serie inspirierte Fun-Racer umfasst Grand Prix-, Zeitfahren-, 2-Spieler- sowie Phantom Kart-Modi. Enthält fünf Rennstrecken, zehn Items und fünf spielbare Fahrer aus anderen Einträgen der Reihe. Moorhuhn Kart Racer folgt dem gleichen Prinzip, nur dass sämtliche Items entfernt wurden und das Spiel in einen sprite-basierten isometrischen Racer konvertiert wurde.                                                  |
| Moorhuhn Kart 2004 Erscheinungsdatum: 15. September 2003   | Systeme: - Java – 2003 | Dieses Spiel behält zwar die fünf Fahrer und Items des Vorgängers bei, stellt aber mit seiner größeren Ähnlichkeit zu Pole Position als Mario Kart eine Ausnahmeerscheinung in der Serie dar. Hinzu kommen vier neue, einzigartige Rennstrecken. |
| Moorhuhn Kart 2004 Erscheinungsdatum: 15. September 2003   | Notizen: - Veröffentlicht von Mobile Scope AG | Dieses Spiel behält zwar die fünf Fahrer und Items des Vorgängers bei, stellt aber mit seiner größeren Ähnlichkeit zu Pole Position als Mario Kart eine Ausnahmeerscheinung in der Serie dar. Hinzu kommen vier neue, einzigartige Rennstrecken. |
| Moorhuhn Kart Extra Erscheinungsdatum: 15. September 2003  | Systeme: - PC – 2003 | Eine um fünf neue Rennstrecken, neue Hintergrundmusik sowie unterschiedliche Werte für die verschiedenen Fahrer erweiterte Version von Moorhuhn Kart Classic. |
| Moorhuhn Kart Extra Erscheinungsdatum: 15. September 2003  | Notizen: - Veröffentlicht von ak tronic Software & Servies GmbH - Verfügbar in XS- (kostenlose Demo), XL- (5 €) und XXL-Versionen (ganzes Spiel) | Eine um fünf neue Rennstrecken, neue Hintergrundmusik sowie unterschiedliche Werte für die verschiedenen Fahrer erweiterte Version von Moorhuhn Kart Classic. |
| Moorhuhn Kart 2 Erscheinungsdatum: 15. April 2004          | Ursprüngliche Systeme: - PC – 2004 Fun Kart 2008: - PlayStation 2 – 2008 Remastered: - iOS, Android – 2019 - Steam – 2020 - Nintendo Switch – 2021 | Während das Spiel die lediglich um zwei neue Charaktere erweiterte Fahrerauswahl aus Kart Extra wiederverwendet, nutzt es eine völlig neue Engine und enthält neue Strecken, Items und Modi. Fun Kart 2008 bietet eine Vielzahl an ästhetischen und kleineren spielerischen Änderungen. Die Remastered-Version basiert auf der 2004er-Version, läuft jedoch in Unity.                                                                                 |
| Moorhuhn Kart 2 Erscheinungsdatum: 15. April 2004          | Notizen: - Veröffentlicht von ak tronic Software & Servies GmbH - Verfügbar in XS- (kostenlose Demo), XL- (5 €) und XXL-Versionen (ganzes Spiel) - Das Spiel erhielt zwei Remakes: Moorhuhn Fun Kart 2008, sowie Moorhuhn Kart 2 Remastered (oder auch Moorhuhn Kart Multiplayer Racing) | Während das Spiel die lediglich um zwei neue Charaktere erweiterte Fahrerauswahl aus Kart Extra wiederverwendet, nutzt es eine völlig neue Engine und enthält neue Strecken, Items und Modi. Fun Kart 2008 bietet eine Vielzahl an ästhetischen und kleineren spielerischen Änderungen. Die Remastered-Version basiert auf der 2004er-Version, läuft jedoch in Unity.                                                                                 |
| Moorhuhn Kart 3 Erscheinungsdatum: 15. März 2007           | Systeme: - PC – 2007 | Dieser Eintrag fügt nicht nur acht neue Strecken (welche einem Zeitreisen-Thema folgen) hinzu, sondern bietet auch umfassende Überarbeitungen der Charakterliste und der Karts. Hinzu kommt zum ersten Mal ein Online-Mehrspielermodus. Die Anzahl der Rennfahrer pro Runde wurde von sechs auf fünf verringert. |
| Moorhuhn Kart 3 Erscheinungsdatum: 15. März 2007           | Notizen: - Veröffentlicht von Phenomedia publishing GmbH | Dieser Eintrag fügt nicht nur acht neue Strecken (welche einem Zeitreisen-Thema folgen) hinzu, sondern bietet auch umfassende Überarbeitungen der Charakterliste und der Karts. Hinzu kommt zum ersten Mal ein Online-Mehrspielermodus. Die Anzahl der Rennfahrer pro Runde wurde von sechs auf fünf verringert. |
| Moorhuhn Kart Thunder Erscheinungsdatum: 3. März 2008      | Systeme: - PC – 2008 | Dieser vierte Haupteintrag in die Moorhuhn Kart-Reihe bringt nicht nur neun neue Strecken und Arenen für den Kampfmodus (basierend auf verschiedenen echten Großstädten) mit sich, sondern führt auch charakterspezifische Items ein. Obendrein steuern sich Fahrzeuge nun erstmalig anders, wenn sie abseits der Straße fahren. Bei den Karts können Einzelteile ausgetauscht werden.                                                                |
| Moorhuhn Kart Thunder Erscheinungsdatum: 3. März 2008      | Notizen: - Veröffentlicht von Phenomedia publishing GmbH | Dieser vierte Haupteintrag in die Moorhuhn Kart-Reihe bringt nicht nur neun neue Strecken und Arenen für den Kampfmodus (basierend auf verschiedenen echten Großstädten) mit sich, sondern führt auch charakterspezifische Items ein. Obendrein steuern sich Fahrzeuge nun erstmalig anders, wenn sie abseits der Straße fahren. Bei den Karts können Einzelteile ausgetauscht werden.                                                                |
| Moorhuhn Star Karts Erscheinungsdatum: 25. Dezember 2008   | Systeme: - Nintendo DS – 2008 | Als Fortsetzung der Geschichte aus Moorhuhn Atlantis zeigt dieses Spiel Moorhuhn Indy, wie er Pläne zur Entwicklung einer magischen „Sun Sphere“ entdeckt. Durch einen Fehler seines Assistenten wird er durch Zeit und Raum transportiert, wodurch er sich plötzlich in einem intergalaktischen Rennen wiederfindet. Die individuell anpassbaren Karts, Strecken und Elemente des User Interface parodieren die Star-Wars- und Star-Trek-Franchises. |
| Moorhuhn Star Karts Erscheinungsdatum: 25. Dezember 2008   | Notizen: - Veröffentlicht von Phenomedia publishing GmbH | Als Fortsetzung der Geschichte aus Moorhuhn Atlantis zeigt dieses Spiel Moorhuhn Indy, wie er Pläne zur Entwicklung einer magischen „Sun Sphere“ entdeckt. Durch einen Fehler seines Assistenten wird er durch Zeit und Raum transportiert, wodurch er sich plötzlich in einem intergalaktischen Rennen wiederfindet. Die individuell anpassbaren Karts, Strecken und Elemente des User Interface parodieren die Star-Wars- und Star-Trek-Franchises. |
| Moorhuhn Kart 4 Erscheinungsdatum: 13. März 2025           | Systeme: - PC – 2025 - Nintendo Switch – 2025 - PlayStation 4 – 2025 - PlayStation 5 – 2025 | Nach beinahe 18 Jahren erschien ein neuer Teil der Moorhuhn Kart-Serie. Auf zwölf Rennstrecken kämpfen insgesamt acht Charaktere gegeneinander an. Bei diesem Moorhuhn Kart kehrten diverse Fahrer aus vorherigen Teilen zurück, auch viele Items aus den früheren Teilen kehrten zurück. |
| Moorhuhn Kart 4 Erscheinungsdatum: 13. März 2025           | Notizen: - Veröffentlicht von Markt+Technik | Nach beinahe 18 Jahren erschien ein neuer Teil der Moorhuhn Kart-Serie. Auf zwölf Rennstrecken kämpfen insgesamt acht Charaktere gegeneinander an. Bei diesem Moorhuhn Kart kehrten diverse Fahrer aus vorherigen Teilen zurück, auch viele Items aus den früheren Teilen kehrten zurück. |

##### Spielbare Charaktere in der Moorhuhn Kart-Serie
| Charakter in der Hauptserie | Moorhuhn Kart Classic | Moorhuhn Kart Extra | Moorhuhn Kart 2 | Moorhuhn Kart 3 | Moorhuhn Kart Thunder | Moorhuhn Kart Star Karts | Moorhuhn Kart 4 | Insgesamt |
| --------------------------- | --------------------- | ------------------- | --------------- | --------------- | --------------------- | ------------------------ | --------------- | --------- |
| Affe                        | nein                  | nein                | nein            | ja              | ja                    | ja                       | nein            | 3         |
| Alien                       | nein                  | nein                | nein            | ja              | ja                    | Ja1                      | nein            | 3         |
| Hank                        | nein                  | nein                | ja              | nein            | ja                    | ja                       | nein            | 3         |
| Kröt                        | nein                  | nein                | ja              | ja              | ja                    | ja                       | nein            | 4         |
| Lesshuhn                    | ja                    | ja                  | ja              | nein            | nein                  | nein                     | ja              | 4         |
| Midnight                    | nein                  | nein                | nein            | nein            | nein                  | nein                     | ja              | 1         |
| Moorfrosch                  | ja                    | ja                  | ja              | nein            | ja                    | ja                       | ja              | 6         |
| Moorhuhn                    | ja                    | ja                  | ja              | ja              | ja                    | ja                       | ja              | 7         |
| Pumpkin                     | ja                    | ja                  | ja              | ja              | ja                    | nein                     | ja              | 6         |
| Schneemann                  | ja                    | ja                  | ja              | nein            | nein                  | nein                     | ja              | 4         |
| Sven Bømwøllen              | nein                  | nein                | nein            | nein            | nein                  | nein                     | ja              | 1         |
| Tod                         | nein                  | nein                | nein            | Ja2             | nein                  | nein                     | ja              | 2         |
| Spielbare Charaktere        | 5                     | 5                   | 7               | 6               | 7                     | 6                        | 8               |           |
| Charakter                   | Moorhuhn Kart Classic | Moorhuhn Kart Extra | Moorhuhn Kart 2 | Moorhuhn Kart 3 | Moorhuhn Kart Thunder | Moorhuhn Kart Star Karts | Moorhuhn Kart 4 | Insgesamt |

#### Adventure-Serie
| Titel                                                                           | Details | Kurzbeschreibung |
| ------------------------------------------------------------------------------- | --- | --- |
| Moorhuhn Adventure - Der Schatz des Pharao Erscheinungsdatum: 15. Dezember 2003 | Ursprüngliche Systeme: - PC – 2003 Minispiel-fokussierte Versionen: - Nintendo DS – 2008 - Browser (Facebook) – 2013 - Browser (alleinstehend) – 2014                                                                  | Ein Point-and-Click-Adventure, welches den Charakter Moorhuhn Indy (ein auf Indiana Jones basiertes Moorhuhn) einführt, dem Befehle erteilt werden müssen, um die Rätsel zu lösen, welchen ihn auf seiner Suche nach einem altägyptischen Schatz erwarten. Korrekte Schlussfolgerungen werden mit Punkten belohnt, während falsche Interaktionen mit dem Abzug ebenjener bestraft werden. Die DS-Version and nachfolgende Wiederveröffentlichungen widmen den einzelnen Minispielen mehr Aufmerksamkeit und führen auch mehr von diesen ein. Die Browser-Versionen basieren auf der DS-Version, nutzen aber Avatare in einem neuen System, in welchem Spieler neue Geschosse entweder von Freunden „geschenkt“ bekommen oder auf diese warten müssen, um weiterspielen zu können. |
| Moorhuhn Adventure - Der Schatz des Pharao Erscheinungsdatum: 15. Dezember 2003 | Notizen: - PC-Version veröffentlicht von ak tronic Software & Servies GmbH - DS-Version veröffentlicht von Phenomedia publishing GmbH - Verfügbar in XS- (kostenlose Demo), XL- (5 €) und XXL-Versionen (ganzes Spiel) | Ein Point-and-Click-Adventure, welches den Charakter Moorhuhn Indy (ein auf Indiana Jones basiertes Moorhuhn) einführt, dem Befehle erteilt werden müssen, um die Rätsel zu lösen, welchen ihn auf seiner Suche nach einem altägyptischen Schatz erwarten. Korrekte Schlussfolgerungen werden mit Punkten belohnt, während falsche Interaktionen mit dem Abzug ebenjener bestraft werden. Die DS-Version and nachfolgende Wiederveröffentlichungen widmen den einzelnen Minispielen mehr Aufmerksamkeit und führen auch mehr von diesen ein. Die Browser-Versionen basieren auf der DS-Version, nutzen aber Avatare in einem neuen System, in welchem Spieler neue Geschosse entweder von Freunden „geschenkt“ bekommen oder auf diese warten müssen, um weiterspielen zu können. |
| Moorhuhn Adventure – Der Fluch des Goldes Erscheinungsdatum: 15. Januar 2005    | Systeme: - PC – 2005 | Fluch des Goldes spielt sich seinem Vorgänger sehr ähnlich und nutzt die gleiche Point-and-Click-Mechanik. Das Spiel erzählt die Geschichte von Moorhuhn Indys Abenteuer, eine verfluchte Statue nach Ägypten zurückzubringen, nachdem der Rest seines am Ende des Vorgängers gefundenen Schatzes von den Steuerbehörden beschlagnahmt wurde. |
| Moorhuhn Adventure – Der Fluch des Goldes Erscheinungsdatum: 15. Januar 2005    | Notizen: - Veröffentlicht von ak tronic Software & Servies GmbH | Fluch des Goldes spielt sich seinem Vorgänger sehr ähnlich und nutzt die gleiche Point-and-Click-Mechanik. Das Spiel erzählt die Geschichte von Moorhuhn Indys Abenteuer, eine verfluchte Statue nach Ägypten zurückzubringen, nachdem der Rest seines am Ende des Vorgängers gefundenen Schatzes von den Steuerbehörden beschlagnahmt wurde. |

#### Jump-'n'-Run-Serie
| Titel                                                      | Details | Kurzbeschreibung |
| ---------------------------------------------------------- | --- | --- |
| Moorhuhn Seasons Erscheinungsdatum: Juli 2003              | Systeme: - Java – 2002 | Moorhuhn Seasons spielt auf einer in 13 Level unterteilte Insel, die auf den vier Jahreszeiten basiert. Das Spiel erzählt die Geschichte eines Moorhuhns namens Morre, welches nach seinen Freunden sucht, die von einem verrückten Wissenschaftler entführt wurden. Seasons unterscheidet sich in seinen Themen, Charakteren und dem Fokus auf Rätsel und Power-Ups stark von nachfolgenden Veröffentlichungen der Serie. |
| Moorhuhn Seasons Erscheinungsdatum: Juli 2003              | Notizen: - Veröffentlicht von Mobile Scope AG | Moorhuhn Seasons spielt auf einer in 13 Level unterteilte Insel, die auf den vier Jahreszeiten basiert. Das Spiel erzählt die Geschichte eines Moorhuhns namens Morre, welches nach seinen Freunden sucht, die von einem verrückten Wissenschaftler entführt wurden. Seasons unterscheidet sich in seinen Themen, Charakteren und dem Fokus auf Rätsel und Power-Ups stark von nachfolgenden Veröffentlichungen der Serie. |
| Moorhuhn Schatzjäger Erscheinungsdatum: 13. Oktober 2005   | Systeme: - PC – 2005 - Nintendo Switch – 2021 - PlayStation 4, PlayStation 5 – 2022 | Dieses Jump 'n' Run-Videospiel zeigt Moorhuhn Indy auf seiner Suche nach dem legendären Amulett von Dingsda, welches seit 1000 Jahren in einem Tempel im Dschungel verschollen liegt. Auf dem Weg dorthin müssen 21, mit verschiedenen Gegnern (welche durch Sprünge, Schläge oder Schüsse besiegt werden können) gefüllten Level überwunden werden. Spätere Neuveröffentlichungen enthalten neue Bonuslevel.              |
| Moorhuhn Schatzjäger Erscheinungsdatum: 13. Oktober 2005   | Notizen: - PC-Version veröffentlicht von ak tronic Software & Servies GmbH - Switch-, PS4- und PS5-Versionen veröffentlicht von Higgs Games - Eine kostenlose 3-Level-lange Demoversion war als Download verfügbar | Dieses Jump 'n' Run-Videospiel zeigt Moorhuhn Indy auf seiner Suche nach dem legendären Amulett von Dingsda, welches seit 1000 Jahren in einem Tempel im Dschungel verschollen liegt. Auf dem Weg dorthin müssen 21, mit verschiedenen Gegnern (welche durch Sprünge, Schläge oder Schüsse besiegt werden können) gefüllten Level überwunden werden. Spätere Neuveröffentlichungen enthalten neue Bonuslevel.              |
| Moorhuhn Jump'n Run Erscheinungsdatum: 8. Februar 2006     | Systeme: - Java – 2006 | Während Geschichte und Spielweise von Moorhuhn Schatzjäger übernommen wurden, beinhaltet dieses Spiel zwölf komplett neue Level. Es erreichte den zweiten Platz in der Kategorie „Bestes Mobile RPG/Adventure Game“ des Deutschen Entwicklerpreises. |
| Moorhuhn Jump'n Run Erscheinungsdatum: 8. Februar 2006     | Notizen: - Veröffentlicht von Mobile Gangsters | Während Geschichte und Spielweise von Moorhuhn Schatzjäger übernommen wurden, beinhaltet dieses Spiel zwölf komplett neue Level. Es erreichte den zweiten Platz in der Kategorie „Bestes Mobile RPG/Adventure Game“ des Deutschen Entwicklerpreises. |
| Moorhuhn Schatzjäger 2 Erscheinungsdatum: 13. Oktober 2006 | Systeme: - PC – 2006 - Nintendo Switch – 2022 | Der zweite Teil der Serie spielt sich sehr ähnlich zum Vorgänger. Eine der wenigen Neuerungen sind die in den 21 Leveln versteckten Schätze, welche dem Spieler Zugang zu Bonus-Leveln gewähren. Der Spieler reist hier nach Tibet, um den fiktiven Shimalaya-Berg zu besteigen und das magische „Herz aus Gold“ aus einem Kloster zu bergen.                                                                              |
| Moorhuhn Schatzjäger 2 Erscheinungsdatum: 13. Oktober 2006 | Notizen: - PC-Version veröffentlicht von Phenomedia publishing GmbH - Switch-Version veröffentlicht von Higgs Games - Eine kostenlose 3-Level-lange Demoversion war als Download verfügbar                         | Der zweite Teil der Serie spielt sich sehr ähnlich zum Vorgänger. Eine der wenigen Neuerungen sind die in den 21 Leveln versteckten Schätze, welche dem Spieler Zugang zu Bonus-Leveln gewähren. Der Spieler reist hier nach Tibet, um den fiktiven Shimalaya-Berg zu besteigen und das magische „Herz aus Gold“ aus einem Kloster zu bergen.                                                                              |
| Moorhuhn Schatzjäger 3 Erscheinungsdatum: 15. August 2007  | Systeme: - PC – 2007 | Auf seiner Mission, den Sarkophag des Tut Ench Ahuhn in Ägypten zu entdecken, muss Moorhuhn Indy den Hinweisen auf den 30 über sämtliche Level verteilten Tontafeln folgen. Hierzu stehen Spielern erstmals in der Reihe verschiedene Items zur Verfügung. |
| Moorhuhn Schatzjäger 3 Erscheinungsdatum: 15. August 2007  | Notizen: - Veröffentlicht von Phenomedia publishing GmbH - Eine kostenlose 3-Level-lange Demoversion war als Download verfügbar                                                                                    | Auf seiner Mission, den Sarkophag des Tut Ench Ahuhn in Ägypten zu entdecken, muss Moorhuhn Indy den Hinweisen auf den 30 über sämtliche Level verteilten Tontafeln folgen. Hierzu stehen Spielern erstmals in der Reihe verschiedene Items zur Verfügung. |
| Moorhuhn Atlantis Erscheinungsdatum: 15. Juli 2008         | Systeme: - PC – 2008 - Nintendo DS – 2008 | Auf seiner Suche nach der versunkenen Stadt Atlantis muss Moorhuhn Indy erstmalig Unterwasser-Level durchqueren. Zudem beinhaltet Atlantis neben neuen Items und Gegnern auch Bosskämpfe, ebenfalls eine Neuerung. |
| Moorhuhn Atlantis Erscheinungsdatum: 15. Juli 2008         | Notizen: - Veröffentlicht von Phenomedia publishing GmbH - Eine kostenlose 3-Level-lange Demoversion war als Download verfügbar                                                                                    | Auf seiner Suche nach der versunkenen Stadt Atlantis muss Moorhuhn Indy erstmalig Unterwasser-Level durchqueren. Zudem beinhaltet Atlantis neben neuen Items und Gegnern auch Bosskämpfe, ebenfalls eine Neuerung. |

#### Sports-Serie
| Titel                                                   | Details | Kurzbeschreibung |
| ------------------------------------------------------- | --- | --- |
| Moorhuhn Tennis Erscheinungsdatum: 8. Mai 2001          | Systeme: - Browser – 2001 - PC – 2005 | Ein einfaches Tennis-Spiel, in welchem der Spieler lediglich sein jeweiliges Moorhuhn rechtzeitig nach links oder rechts bewegen muss, um den Ball zu treffen. Jeder Treffer gibt Punkte, aber der Ball wird zunehmend schneller. Nach drei Fehlern ist das Match vorbei. |
| Moorhuhn Tennis Erscheinungsdatum: 8. Mai 2001          | Notizen: - Veröffentlicht von Phenomedia publishing GmbH | Ein einfaches Tennis-Spiel, in welchem der Spieler lediglich sein jeweiliges Moorhuhn rechtzeitig nach links oder rechts bewegen muss, um den Ball zu treffen. Jeder Treffer gibt Punkte, aber der Ball wird zunehmend schneller. Nach drei Fehlern ist das Match vorbei. |
| Moorhuhn Soccer Erscheinungsdatum: 28. April 2006       | Systeme: - PC – 2006 | Dieses Sport-Spin-off wurde anlässlich der FIFA Fußball-Weltmeisterschaft 2006 in Deutschland veröffentlicht. Es besteht aus zwei Minispielen: Moor Kick (spielt sich wie ein klassisches Moorhuhn-Spiel, aber in einem Fußballfeld mit entsprechenden Gimmicks und Gegnern) und Power Goal (Bälle müssen per Fallrückzieher mit korrektem Timing ins Tor geschossen werden). |
| Moorhuhn Soccer Erscheinungsdatum: 28. April 2006       | Notizen: - Veröffentlicht von Phenomedia publishing GmbH - Die Moor Kick- und Power Goal-Minispiele wurden auch alleinstehend über Adobe Flash veröffentlicht | Dieses Sport-Spin-off wurde anlässlich der FIFA Fußball-Weltmeisterschaft 2006 in Deutschland veröffentlicht. Es besteht aus zwei Minispielen: Moor Kick (spielt sich wie ein klassisches Moorhuhn-Spiel, aber in einem Fußballfeld mit entsprechenden Gimmicks und Gegnern) und Power Goal (Bälle müssen per Fallrückzieher mit korrektem Timing ins Tor geschossen werden). |
| Moorhuhn in Südafrika Erscheinungsdatum: 28. April 2010 | Systeme: - PC – 2010 | Eine aktualisierte Version von Moorhuhn Soccer. Die auswählbaren Teams (und somit die Trikots der Hühner) sowie der Hintergrund (jetzt eine Savanne) wurden angepasst, um die FIFA Fußball-Weltmeisterschaft 2010 in Südafrika widerzuspiegeln. |
| Moorhuhn in Südafrika Erscheinungsdatum: 28. April 2010 | Notizen: - Veröffentlicht von Gamesload - Die Moor Kick- und Power Goal- Minispiele wurden auch alleinstehend über Adobe Flash veröffentlicht                 | Eine aktualisierte Version von Moorhuhn Soccer. Die auswählbaren Teams (und somit die Trikots der Hühner) sowie der Hintergrund (jetzt eine Savanne) wurden angepasst, um die FIFA Fußball-Weltmeisterschaft 2010 in Südafrika widerzuspiegeln. |

#### Online-Glücksspiel
| Titel                                                    | Details                                                 | Kurzbeschreibung |
| -------------------------------------------------------- | ------------------------------------------------------- | --- |
| Moorhuhn Classic Erscheinungsdatum: unbekannt            | Systeme: - Browser – unbekannt                          | Spieler müssen in der Welt von Moorhuhn X so viele Punkte wie möglich erreichen, dabei allerdings für zehn Schuss Munition 0,20 € bezahlen (wobei 100 Schuss pro Runde erworben werden können). Die Anzahl der Punkte bestimmt, wie viele Tresore mit potenzieller Auszahlung nach dem Spiel geöffnet werden können. |
| Moorhuhn Classic Erscheinungsdatum: unbekannt            | Notizen: - Veröffentlicht von Glück Games Services GmbH | Spieler müssen in der Welt von Moorhuhn X so viele Punkte wie möglich erreichen, dabei allerdings für zehn Schuss Munition 0,20 € bezahlen (wobei 100 Schuss pro Runde erworben werden können). Die Anzahl der Punkte bestimmt, wie viele Tresore mit potenzieller Auszahlung nach dem Spiel geöffnet werden können. |
| Moorhuhn Extreme Erscheinungsdatum: unbekannt            | Systeme: - Browser – unknown                            | Das gleiche Spiel wie Moorhuhn Classic, nur mit dem Unterschied, dass die Auszahlungen seltener, dafür aber höher ausfallen. |
| Moorhuhn Extreme Erscheinungsdatum: unbekannt            | Notizen: - Veröffentlicht von Glück Games Services GmbH | Das gleiche Spiel wie Moorhuhn Classic, nur mit dem Unterschied, dass die Auszahlungen seltener, dafür aber höher ausfallen. |
| Moorhuhn Rubellos Erscheinungsdatum: März 2017           | Systeme: - Browser – 2017                               | Indem 0,70 € pro Spiel gewettet werden, können Spieler – in der Hoffnung, drei gleiche Symbole zu finden – neun Felder freirubbeln. Die auf den Feldern angegebene Zahl bestimmt die Auszahlung. |
| Moorhuhn Rubellos Erscheinungsdatum: März 2017           | Notizen: - Veröffentlicht von Glück Games Services GmbH | Indem 0,70 € pro Spiel gewettet werden, können Spieler – in der Hoffnung, drei gleiche Symbole zu finden – neun Felder freirubbeln. Die auf den Feldern angegebene Zahl bestimmt die Auszahlung. |
| Golden Ei of Moorhuhn Erscheinungsdatum: April 2017      | Systeme: - Browser – 2017                               | Eine auf das Moorhuhn-Franchise umgemünzte Version von Eye of Horus, bei dem Spieler dazu angehalten werden, Beträge zwischen 0,05 € und 100 € auf die fünf Walzen eines Spielautomaten zu setzen. |
| Golden Ei of Moorhuhn Erscheinungsdatum: April 2017      | Notizen: - Veröffentlicht von Bally Wulff               | Eine auf das Moorhuhn-Franchise umgemünzte Version von Eye of Horus, bei dem Spieler dazu angehalten werden, Beträge zwischen 0,05 € und 100 € auf die fünf Walzen eines Spielautomaten zu setzen. |
| Book of Moorhuhn Erscheinungsdatum: April 2017           | Systeme: - Browser – 2017 - iOS, Android – 2017         | Eine auf das Moorhuhn-Franchise umgemünzte Version von Book of Ra, bei dem Spieler dazu angehalten werden, Beträge zwischen 0,10 € und 100 € auf die fünf Walzen eines Spielautomaten zu setzen. |
| Book of Moorhuhn Erscheinungsdatum: April 2017           | Notizen: - Veröffentlicht von Bally Wulff               | Eine auf das Moorhuhn-Franchise umgemünzte Version von Book of Ra, bei dem Spieler dazu angehalten werden, Beträge zwischen 0,10 € und 100 € auf die fünf Walzen eines Spielautomaten zu setzen. |
| Super Duper Moorhuhn Erscheinungsdatum: April 2017       | Systeme: - Browser – 2017 - iOS, Android – 2017         | Eine auf das Moorhuhn-Franchise umgemünzte Version eines Super Duper Cherry-Spielautomaten, bei dem entweder um Echtgeld oder fiktive Währungen gewettet werden kann, wobei letzteres dazu dient, Spieler mit dem „Extra Eggs Power“-Feature vertraut zu machen.                                                     |
| Super Duper Moorhuhn Erscheinungsdatum: April 2017       | Notizen: - Veröffentlicht von Bally Wulff               | Eine auf das Moorhuhn-Franchise umgemünzte Version eines Super Duper Cherry-Spielautomaten, bei dem entweder um Echtgeld oder fiktive Währungen gewettet werden kann, wobei letzteres dazu dient, Spieler mit dem „Extra Eggs Power“-Feature vertraut zu machen.                                                     |
| Moorhuhn UnFairPlay Erscheinungsdatum: 23. Dezember 2018 | Systeme: - Browser – 2018                               | Eine Online-Version von Mensch ärgere Dich nicht im Moorhuhn-Stil. Auch wenn es einen kostenlosen Demo-Modus gibt, besteht der Sinn des Spiels darin, dass bis zu vier Spieler um echtes Geld wetten, wobei der Gewinn zwischen dem Erstplatzierten im Spiel und dem Host aufgeteilt wird.                           |
| Moorhuhn UnFairPlay Erscheinungsdatum: 23. Dezember 2018 | Notizen: - Veröffentlicht von Moorhuhn GmbH             | Eine Online-Version von Mensch ärgere Dich nicht im Moorhuhn-Stil. Auch wenn es einen kostenlosen Demo-Modus gibt, besteht der Sinn des Spiels darin, dass bis zu vier Spieler um echtes Geld wetten, wobei der Gewinn zwischen dem Erstplatzierten im Spiel und dem Host aufgeteilt wird.                           |

#### Spin-Offs ohne Moorhuhn
| Titel                                                           | Details | Kurzbeschreibung |
| --------------------------------------------------------------- | --- | --- |
| Fische versenken Erscheinungsdatum: 29. August 2001             | Systeme: - Browser – 2001 | Ein Spiel, welches sich sein Setting mit Moorhuhn 3 teilt, um dieses zu bewerben. Durch das Platzieren einer Stange Dynamit in einem See besteht die Möglichkeit, dass bei dessen Explosion Fische an die Oberfläche aufsteigen. Je mehr Fische erwischt werden, desto höher die Punktzahl.                                                                                |
| Fische versenken Erscheinungsdatum: 29. August 2001             | Notizen: - Veröffentlicht von Phenomedia AG | Ein Spiel, welches sich sein Setting mit Moorhuhn 3 teilt, um dieses zu bewerben. Durch das Platzieren einer Stange Dynamit in einem See besteht die Möglichkeit, dass bei dessen Explosion Fische an die Oberfläche aufsteigen. Je mehr Fische erwischt werden, desto höher die Punktzahl.                                                                                |
| Schneckentrainer Erscheinungsdatum: 19. Februar 2003            | Systeme: - Browser – 2003 | Ein Spiel, welches sich sein Setting mit Moorhuhn X teilt, um dieses zu bewerben. Es gilt, mehrmals auf den Fuß einer Schnecke zu schießen, um diese in Richtung des Apfels auf der anderen Seite des Bildschirms zu schleudern. Hierbei besteht die Schwierigkeit darin, nur den Fuß der Schnecke zu treffen und dennoch so schnell wie möglich zu sein.                  |
| Schneckentrainer Erscheinungsdatum: 19. Februar 2003            | Notizen: - Veröffentlicht von Phenomedia publishing GmbH                                                                                          | Ein Spiel, welches sich sein Setting mit Moorhuhn X teilt, um dieses zu bewerben. Es gilt, mehrmals auf den Fuß einer Schnecke zu schießen, um diese in Richtung des Apfels auf der anderen Seite des Bildschirms zu schleudern. Hierbei besteht die Schwierigkeit darin, nur den Fuß der Schnecke zu treffen und dennoch so schnell wie möglich zu sein.                  |
| Moorfrosch Erscheinungsdatum: 17. September 2003                | Systeme: - PC – 2003 | In diesem Klon von Frogger muss der Moorfrosch aus Moorhuhn 3 verschiedene Straßen und Flüsse überqueren und dabei größeren Tieren oder Autos ausweichen, um so viele Insekten wie möglich zu verspeisen und sein Laichgebiet zu erreichen. Am 20. November 2004 wurde ein offizieller Patch veröffentlicht, der einen unendlichen Arcade-Modus hinzufügte.                |
| Moorfrosch Erscheinungsdatum: 17. September 2003                | Notizen: - Veröffentlicht von ak tronic Software & Services GmbH - Verfügbar in XS- (kostenlose Demo), XL- (5 €) und XXL-Versionen (ganzes Spiel) | In diesem Klon von Frogger muss der Moorfrosch aus Moorhuhn 3 verschiedene Straßen und Flüsse überqueren und dabei größeren Tieren oder Autos ausweichen, um so viele Insekten wie möglich zu verspeisen und sein Laichgebiet zu erreichen. Am 20. November 2004 wurde ein offizieller Patch veröffentlicht, der einen unendlichen Arcade-Modus hinzufügte.                |
| Fische versenken – Spy Kit Erscheinungsdatum: 4. November 2003  | Systeme: - Browser – 2003 | Eine Online-Version von Schiffe versenken im Stil des ersten Fische versenken-Spiels. Zwei Spieler konnten gegeneinander antreten, wenn sie sich für 0,49 € registriert hatten. |
| Fische versenken – Spy Kit Erscheinungsdatum: 4. November 2003  | Notizen: - Veröffentlicht von Phenomedia publishing GmbH                                                                                          | Eine Online-Version von Schiffe versenken im Stil des ersten Fische versenken-Spiels. Zwei Spieler konnten gegeneinander antreten, wenn sie sich für 0,49 € registriert hatten. |
| Kröt – Monster, Minen & Raketen Erscheinungsdatum: 13. Mai 2004 | Systeme: - PC – 2004 | Nachdem Kraken aus dem All verschiedene Buchten in der Karibik, im Amazonas sowie der Antarktis übernommen und dabei verschiedene Meeresbewohner eingefroren und entführt haben, liegt es an der namensgebenden Schildkröte, sie aufzuhalten. Dies geschieht, indem Kröt mit seinen Raketen auf die Kraken geschossen wird, wenn diese gerade in ihrem Puppenstadium sind. |
| Kröt – Monster, Minen & Raketen Erscheinungsdatum: 13. Mai 2004 | Notizen: - Veröffentlicht von Phenomedia publishing GmbH                                                                                          | Nachdem Kraken aus dem All verschiedene Buchten in der Karibik, im Amazonas sowie der Antarktis übernommen und dabei verschiedene Meeresbewohner eingefroren und entführt haben, liegt es an der namensgebenden Schildkröte, sie aufzuhalten. Dies geschieht, indem Kröt mit seinen Raketen auf die Kraken geschossen wird, wenn diese gerade in ihrem Puppenstadium sind. |
| Hank Erscheinungsdatum: 15. Juni 2005                           | Systeme: - PC – 2005 | Ein Dig Dug-ähnliches Spiel, in welchem Maulwurf Hank die Hauptrolle einnimmt. Das Ziel des Spiels ist es, in jedem der 25 Level eine bestimmte Menge Nuggets einzusammeln und dabei den Uru, einer fiktiven Rasse von Erdgeistern, auszuweichen. |
| Hank Erscheinungsdatum: 15. Juni 2005                           | Notizen: - Veröffentlicht von Phenomedia publishing GmbH - Verfügbar in XS- (kostenlose Demo), XL- (5 €) und XXL-Versionen (ganzes Spiel)         | Ein Dig Dug-ähnliches Spiel, in welchem Maulwurf Hank die Hauptrolle einnimmt. Das Ziel des Spiels ist es, in jedem der 25 Level eine bestimmte Menge Nuggets einzusammeln und dabei den Uru, einer fiktiven Rasse von Erdgeistern, auszuweichen. |

#### Sonstige
| Titel                                                                     | Details | Kurzbeschreibung |
| ------------------------------------------------------------------------- | --- | --- |
| Moorhuhn Solitaire Erscheinungsdatum: unbekannt                           | Systeme: - Browser – unbekannt | Eine Computerspiel-Adaption des klassischen Kartenspiels Patience (im Englischen als Solitaire bekannt), welches von Symbolen aus dem Moorhuhn-Franchise Gebrauch macht. |
| Moorhuhn Solitaire Erscheinungsdatum: unbekannt                           | Notizen: - Veröffentlicht von Phenomedia AG | Eine Computerspiel-Adaption des klassischen Kartenspiels Patience (im Englischen als Solitaire bekannt), welches von Symbolen aus dem Moorhuhn-Franchise Gebrauch macht. |
| Moorhuhn Slotmachine Erscheinungsdatum: unbekannt                         | Systeme: - Browser – unbekannt | Ein digitaler einarmiger Bandit, welcher explizit dafür entworfen wurde, nicht den Einsatz von echtem Geld vorauszusetzen; unter dem Motto: „Alles, was man hier verlieren kann, sind Moorhuhndollar, die man eh nicht hat.“ |
| Moorhuhn Slotmachine Erscheinungsdatum: unbekannt                         | Notizen: - Veröffentlicht von Phenomedia AG | Ein digitaler einarmiger Bandit, welcher explizit dafür entworfen wurde, nicht den Einsatz von echtem Geld vorauszusetzen; unter dem Motto: „Alles, was man hier verlieren kann, sind Moorhuhndollar, die man eh nicht hat.“ |
| Moorhuhn Training Area 1 Erscheinungsdatum: 17. April 2000                | Systeme: - Browser – 2000 | Ein sehr einfaches Schießbuden-Minispiel, welches zum Training für die 1. Deutsche Moorhuhn-Meisterschaft dienen sollte. Platte Konservendosen in Form von Moorhühnern müssen dann abgeschossen werden, wenn sie dem Spieler zugewandt sind. |
| Moorhuhn Training Area 1 Erscheinungsdatum: 17. April 2000                | Notizen: - Veröffentlicht von Phenomedia AG | Ein sehr einfaches Schießbuden-Minispiel, welches zum Training für die 1. Deutsche Moorhuhn-Meisterschaft dienen sollte. Platte Konservendosen in Form von Moorhühnern müssen dann abgeschossen werden, wenn sie dem Spieler zugewandt sind. |
| Moorhuhn Training Area 2 Erscheinungsdatum: 17. April 2000                | Systeme: - Browser – 2000 | Ein sehr einfaches Schießbuden-Minispiel, welches zum Training für die 1. Deutsche Moorhuhn-Meisterschaft dienen sollte. Hier tauchen Pappfiguren plötzlich aus ihrer Deckung auf und müssen rechtzeitig abgeschossen werden. |
| Moorhuhn Training Area 2 Erscheinungsdatum: 17. April 2000                | Notizen: - Veröffentlicht von Phenomedia AG | Ein sehr einfaches Schießbuden-Minispiel, welches zum Training für die 1. Deutsche Moorhuhn-Meisterschaft dienen sollte. Hier tauchen Pappfiguren plötzlich aus ihrer Deckung auf und müssen rechtzeitig abgeschossen werden. |
| Moorhuhn Black Jack Erscheinungsdatum: April 2002                         | Systeme: - i-mode – 2001 | Eine Computerspiel-Adaption des klassischen Kartenspiels Black Jack mit Moorhuhn-Brand-Design. |
| Moorhuhn Black Jack Erscheinungsdatum: April 2002                         | Notizen: - Veröffentlicht von Mobile Scope AG | Eine Computerspiel-Adaption des klassischen Kartenspiels Black Jack mit Moorhuhn-Brand-Design. |
| Mein Moorhuhn Erscheinungsdatum: April 2002                               | Systeme: - i-mode – 2002 | Eine von Tamagotchi inspirierte Haustiersimulation. Hier ist es die Aufgabe des Spielers, sein selbst kreiertes Moorhuhn durch verschiedene Interaktionen und Minispiele gesund zu halten. |
| Mein Moorhuhn Erscheinungsdatum: April 2002                               | Notizen: - Veröffentlicht von Mobile Scope AG | Eine von Tamagotchi inspirierte Haustiersimulation. Hier ist es die Aufgabe des Spielers, sein selbst kreiertes Moorhuhn durch verschiedene Interaktionen und Minispiele gesund zu halten. |
| Moorhuhn Battle Arena Erscheinungsdatum: April 2002                       | Systeme: - i-mode – 2002 | Ein zweidimensionales Beat 'em Up mit einem Turnier- und Übungsmodus, welches auch Online-Mehrspieler über das i-mode-Netzwerk unterstützte. Neben Charakteren aus dem Turniermodus können sich Spieler auch mit ihren eigenen, in Mein Moorhuhn erstellten Charakteren duellieren. |
| Moorhuhn Battle Arena Erscheinungsdatum: April 2002                       | Notizen: - Veröffentlicht von Mobile Scope AG | Ein zweidimensionales Beat 'em Up mit einem Turnier- und Übungsmodus, welches auch Online-Mehrspieler über das i-mode-Netzwerk unterstützte. Neben Charakteren aus dem Turniermodus können sich Spieler auch mit ihren eigenen, in Mein Moorhuhn erstellten Charakteren duellieren. |
| Moorhuhn: Trapped! Erscheinungsdatum: Juni 2002                           | Systeme: - WAP – 2002 | Ein Puzzlespiel, in welchem der Spieler Moorhühnern dabei hilft, Jägern und verschiedenen Hindernissen – wie etwa herabfallenden Felsbrocken – auszuweichen. Hierbei müssen Getreidesäcke eingesammelt werden, um Punkte zu erhalten. |
| Moorhuhn: Trapped! Erscheinungsdatum: Juni 2002                           | Notizen: - Veröffentlicht von Mobile Scope AG | Ein Puzzlespiel, in welchem der Spieler Moorhühnern dabei hilft, Jägern und verschiedenen Hindernissen – wie etwa herabfallenden Felsbrocken – auszuweichen. Hierbei müssen Getreidesäcke eingesammelt werden, um Punkte zu erhalten. |
| Moorhuhn Playsuit Erscheinungsdatum: November 2002                        | Systeme: - Java – 2002 | In diesem auch als Moorhuhn Spielesammlung bekannten Titel gilt es, auf drei unterschiedlichen Spielbrettern durch Würfeln voranzukommen und zwischendurch in Moorhuhn-basierten Minispielen Punkte zu erlangen. |
| Moorhuhn Playsuit Erscheinungsdatum: November 2002                        | Notizen: - Veröffentlicht von Mobile Scope AG | In diesem auch als Moorhuhn Spielesammlung bekannten Titel gilt es, auf drei unterschiedlichen Spielbrettern durch Würfeln voranzukommen und zwischendurch in Moorhuhn-basierten Minispielen Punkte zu erlangen. |
| Moorhuhn Adventure HIQU – Das Spiel der Pharaonen Erscheinungsdatum: 2004 | Systeme: - Browser – 2004 | In diesem Puzzlespiel stehen Spielern vier verschiedene Puzzleteile zur Verfügung, welche auf verschiedene Arten gedreht und zusammengesetzt werden müssen, um in den über 100 Leveln schnellstmöglich jeweils verschiedene Formen zu ergeben. Grafisch und akustisch werden Elemente aus Moorhuhn Adventure - Der Schatz des Pharao aufgegriffen.                                                                                             |
| Moorhuhn Adventure HIQU – Das Spiel der Pharaonen Erscheinungsdatum: 2004 | Notizen: - Veröffentlicht von Phenomedia publishing GmbH | In diesem Puzzlespiel stehen Spielern vier verschiedene Puzzleteile zur Verfügung, welche auf verschiedene Arten gedreht und zusammengesetzt werden müssen, um in den über 100 Leveln schnellstmöglich jeweils verschiedene Formen zu ergeben. Grafisch und akustisch werden Elemente aus Moorhuhn Adventure - Der Schatz des Pharao aufgegriffen.                                                                                             |
| Moorhuhn Pinball Vol. 1 Erscheinungsdatum: 2. Dezember 2004               | Systeme: - PC – 2004 | Eine Simulation eines Flipperautomaten, welcher fünf verschiedene Tische zu bieten hat, auf denen durch das Treffen von Türmen, Auswurflöchern oder das Lösen komplexerer Rätsel Punkte erzielt werden können. Die Tische basieren jeweils auf verschiedenen Moorhuhn-Spielen. |
| Moorhuhn Pinball Vol. 1 Erscheinungsdatum: 2. Dezember 2004               | Notizen: - Veröffentlicht von ak tronic Software & Services GmbH - Verfügbar in XS- (kostenlose Demo) und XXL-Versionen (ganzes Spiel)                                                    | Eine Simulation eines Flipperautomaten, welcher fünf verschiedene Tische zu bieten hat, auf denen durch das Treffen von Türmen, Auswurflöchern oder das Lösen komplexerer Rätsel Punkte erzielt werden können. Die Tische basieren jeweils auf verschiedenen Moorhuhn-Spielen. |
| Moorhuhn im Anflug Erscheinungsdatum: 15. Dezember 2005                   | Systeme: - PC – 2005 | Eine auf 17 Level erweiterte Version der Shoot-’em-up-Passagen aus der Moorhuhn-Adventure-Serie, in welcher Moorhuhn Indy in seinem Flugzeug gegen eine Armee außerirdischer Roboter antritt, um seinen gestohlenen Hut zurückzuergattern. |
| Moorhuhn im Anflug Erscheinungsdatum: 15. Dezember 2005                   | Notizen: - Veröffentlicht von Phenomedia publishing GmbH | Eine auf 17 Level erweiterte Version der Shoot-’em-up-Passagen aus der Moorhuhn-Adventure-Serie, in welcher Moorhuhn Indy in seinem Flugzeug gegen eine Armee außerirdischer Roboter antritt, um seinen gestohlenen Hut zurückzuergattern. |
| Moorhuhn Mah-Jongg Erscheinungsdatum: 20. März 2006                       | Systeme: - PC – 2006 - Browser – 2006 | Eine digitale Version von Mah-Jongg mit einer Vielfalt wählbarer Themen, Motive und Musik aus dem Moorhuhn-Universum. |
| Moorhuhn Mah-Jongg Erscheinungsdatum: 20. März 2006                       | Notizen: - Veröffentlicht von rondomedia | Eine digitale Version von Mah-Jongg mit einer Vielfalt wählbarer Themen, Motive und Musik aus dem Moorhuhn-Universum. |
| Moorhuhn Spacemission Erscheinungsdatum: Dezember 2006                    | Systeme: - Java – 2006 | Was die Handlung betrifft, zeigt Spacemission ein Moorhuhn, welches während eines Weltraumspaziergangs seinen 1,7-Milliarden-Ziffern-langen Zugangscode für sein Raumschiff vergessen hat. Es liegt nun am Spieler, den Code zu lösen, indem er stattdessen grafische Symbole zu Paaren anordnet, bevor der Sauerstofftank aufgebraucht ist.                                                                                                   |
| Moorhuhn Spacemission Erscheinungsdatum: Dezember 2006                    | Notizen: - Veröffentlicht von Phenomedia publishing GmbH | Was die Handlung betrifft, zeigt Spacemission ein Moorhuhn, welches während eines Weltraumspaziergangs seinen 1,7-Milliarden-Ziffern-langen Zugangscode für sein Raumschiff vergessen hat. Es liegt nun am Spieler, den Code zu lösen, indem er stattdessen grafische Symbole zu Paaren anordnet, bevor der Sauerstofftank aufgebraucht ist.                                                                                                   |
| Moorhuhn – Juwel der Finsternis Erscheinungsdatum: 7. Juni 2007           | Systeme: - PC – 2007 - Nintendo DS – 2008 | Ein auf Beetle Ju basierendes Geschicklichkeitsspiel, indem Moorhuhn Indy, einer Schatzkarte in die Tiefen eines Tempels folgend, 145 Parcours meistern muss. In diesen müssen durch Handgranaten und weitere Power-Ups Felsen und Erde verschoben oder gesprengt werden, um diverse Gegner aus der Moorhuhn-Jump-'n'-Run-Serie zu besiegen. Nur das Moorhuhn selbst sollte nicht getroffen werden. Die DS-Version umfasst lediglich 60 Level. |
| Moorhuhn – Juwel der Finsternis Erscheinungsdatum: 7. Juni 2007           | Notizen: - Veröffentlicht von Intenium | Ein auf Beetle Ju basierendes Geschicklichkeitsspiel, indem Moorhuhn Indy, einer Schatzkarte in die Tiefen eines Tempels folgend, 145 Parcours meistern muss. In diesen müssen durch Handgranaten und weitere Power-Ups Felsen und Erde verschoben oder gesprengt werden, um diverse Gegner aus der Moorhuhn-Jump-'n'-Run-Serie zu besiegen. Nur das Moorhuhn selbst sollte nicht getroffen werden. Die DS-Version umfasst lediglich 60 Level. |
| Moorhuhn DS Erscheinungsdatum: 14. Dezember 2007                          | Systeme: - Nintendo DS – 2007 | Eine Sammlung von fünf Minispielen. Diese sind Klassik (eine Portierung von Moorhuhn X), Diamanten (ein Match-Three Game), Gewichte (ein Präzisionsschussspiel), Der heiße Draht (eine experimentelle Kombination aus Renn- und Genauigkeitsspiel) sowie Finde den Fehler. |
| Moorhuhn DS Erscheinungsdatum: 14. Dezember 2007                          | Notizen: - Veröffentlicht von Phenomedia publishing GmbH - Das Original und Fälschung-Minispiel wurde auch alleinstehend über Adobe Flash veröffentlicht                                  | Eine Sammlung von fünf Minispielen. Diese sind Klassik (eine Portierung von Moorhuhn X), Diamanten (ein Match-Three Game), Gewichte (ein Präzisionsschussspiel), Der heiße Draht (eine experimentelle Kombination aus Renn- und Genauigkeitsspiel) sowie Finde den Fehler. |
| Moorhuhn – Das verbotene Schloss Erscheinungsdatum: 20. November 2009     | Systeme: - Nintendo Wii – 2009 - PC – 2010 | Ein stark von der Crash-Bandicoot-Serie inspiriertes dreidimensionales Jump-'n'-Run. Während der Großteil des Abenteuers durch das verbotene Schloss aus der Perspektive des Moorhuhns gespielt wird, gibt es auch Passagen, in denen Kröt, Moorfrosch oder Rammbock Verwendung als Reittier finden. Diese Level bilden auch das Fundament für den Split Screen-Mehrspielermodus.                                                              |
| Moorhuhn – Das verbotene Schloss Erscheinungsdatum: 20. November 2009     | Notizen: - Veröffentlicht von Phenomedia publishing GmbH | Ein stark von der Crash-Bandicoot-Serie inspiriertes dreidimensionales Jump-'n'-Run. Während der Großteil des Abenteuers durch das verbotene Schloss aus der Perspektive des Moorhuhns gespielt wird, gibt es auch Passagen, in denen Kröt, Moorfrosch oder Rammbock Verwendung als Reittier finden. Diese Level bilden auch das Fundament für den Split Screen-Mehrspielermodus.                                                              |
| Moorhuhn Jahrmarkt-Party Erscheinungsdatum: 10. September 2010            | Systeme: - Nintendo Wii – 2010 - Nintendo DS – 2010 | Ein Partyspiel, in denen bis zu vier Partizipierende in 25 Minispielen gegeneinander antreten können. Dies geschieht auf einem Jahrmarkt, welcher von einem bösen Zauberer und seinen Schergen besetzt wurde. |
| Moorhuhn Jahrmarkt-Party Erscheinungsdatum: 10. September 2010            | Notizen: - Veröffentlicht von dtp entertainment AG | Ein Partyspiel, in denen bis zu vier Partizipierende in 25 Minispielen gegeneinander antreten können. Dies geschieht auf einem Jahrmarkt, welcher von einem bösen Zauberer und seinen Schergen besetzt wurde. |
| Moorhuhn Quest Erscheinungsdatum: 3. Dezember 2010                        | Systeme: - iOS – 2010 | Ein digitales Legespiel, in welchem Moorhuhn Indy seinen Weg durch 80 kurze Level bahnt, wobei die Herausforderung in dem dafür erforderlichen korrekten Timing für den Einsatz von Power-Ups besteht. |
| Moorhuhn Quest Erscheinungsdatum: 3. Dezember 2010                        | Notizen: - Veröffentlicht von Phenomedia publishing GmbH | Ein digitales Legespiel, in welchem Moorhuhn Indy seinen Weg durch 80 kurze Level bahnt, wobei die Herausforderung in dem dafür erforderlichen korrekten Timing für den Einsatz von Power-Ups besteht. |
| Moorhuhn Combat Erscheinungsdatum: 15. September 2011                     | Systeme: - Browser – 2011 | Ein free-to-play MMORPG, in dem Spieler ihr Moorhuhn einer Vielfalt an Klassen zuordnen können. Zudem kann einer von zwei Hühnerstämmen unterstützt werden, die um die Ehre kämpfen, ein die Hühner unterdrückendes Schwein zu besiegen. Das Spiel wird seit 2012 nicht mehr unterstützt. |
| Moorhuhn Combat Erscheinungsdatum: 15. September 2011                     | Notizen: - Veröffentlicht von Bigpoint | Ein free-to-play MMORPG, in dem Spieler ihr Moorhuhn einer Vielfalt an Klassen zuordnen können. Zudem kann einer von zwei Hühnerstämmen unterstützt werden, die um die Ehre kämpfen, ein die Hühner unterdrückendes Schwein zu besiegen. Das Spiel wird seit 2012 nicht mehr unterstützt. |
| Moorhuhn – Tiger & Chicken Erscheinungsdatum: 5. September 2013           | Systeme: - iOS – 2013 - PC – 2013 - Steam – 2014 | Nachdem es mehrfach verschoben wurde, sollte dieses in Ostasien spielende Hack and Slay eine „neue Ära“ für das Franchise einläuten. Dementsprechend hatte Tiger & Chicken ein deutlich höheres Budget und eine ernstere Handlung (mit Themen wie Sklaverei. und Ausbeutung) als vorherige Moorhuhn-Spiele. |
| Moorhuhn – Tiger & Chicken Erscheinungsdatum: 5. September 2013           | Notizen: - Veröffentlicht von Deep Silver | Nachdem es mehrfach verschoben wurde, sollte dieses in Ostasien spielende Hack and Slay eine „neue Ära“ für das Franchise einläuten. Dementsprechend hatte Tiger & Chicken ein deutlich höheres Budget und eine ernstere Handlung (mit Themen wie Sklaverei. und Ausbeutung) als vorherige Moorhuhn-Spiele. |
| Moorhuhn schlägt zurück Erscheinungsdatum: 16. August 2016                | Systeme: - iOS, Android – 2016 - PC – 2016 - Steam – 2016 - Nintendo Switch – 2017 | Eine Mischung aus Tower-Defense-, Artillerie- und Puzzlespielen, welches an Martial Towers erinnert. Die Handlung dreht sich um ein Moorhuhn, welches nach Schottland zurückkehrt, dort jedoch mit der feindlichen Übernahme seines Schlosses durch einen anderen Clan konfrontiert wird. Dieser Konflikt kann mit bis zu zwei Spielern ausgetragen werden.                                                                                    |
| Moorhuhn schlägt zurück Erscheinungsdatum: 16. August 2016                | Notizen: - Steam- und Switch-Versionen veröffentlicht von Higgs Games - Die Switch-Version heißt Moorhuhn: Knights & Castles - Alle anderen Versionen veröffentlicht von Young Fun Studio | Eine Mischung aus Tower-Defense-, Artillerie- und Puzzlespielen, welches an Martial Towers erinnert. Die Handlung dreht sich um ein Moorhuhn, welches nach Schottland zurückkehrt, dort jedoch mit der feindlichen Übernahme seines Schlosses durch einen anderen Clan konfrontiert wird. Dieser Konflikt kann mit bis zu zwei Spielern ausgetragen werden.                                                                                    |

### Sammlungen
Über die Jahre wurden eine Reihe an Sammlungen mit Moorhuhn-Spielen veröffentlicht. Die folgende Tabelle stellt dar, welche Spiele in welchen Sammlungen beinhaltet sind.
| Beinhaltete Spiele                                       | Best of Moorhuhn (2000) | Best of Moorhuhn (2001) | Moorhuhn ohne Ende (2002) / Moorhuhn Classic Games (2002) / Moorhuhn 4 Teile (2003) | Moorhuhn präsentiert: 10 Fun Games (2003) | Moorhuhn Total (2004) | Moorhuhn präsentiert: 10 Fun Games (2004) | Moorhuhn Total 2 (2005) | Moorhuhn präsentiert: Die Funbox (2005) | Moorhuhn-Osteredition (2005) / Moorhuhn Fun-Special (2005) | Moorhuhn 2000–2005: Jubiläums-Edition (2005) |
| -------------------------------------------------------- | ----------------------- | ----------------------- | ----------------------------------------------------------------------------------- | ----------------------------------------- | --------------------- | ----------------------------------------- | ----------------------- | --------------------------------------- | ---------------------------------------------------------- | -------------------------------------------- |
| Die Original Moorhuhnjagd (1999)                         | ja                      | ja                      | ja                                                                                  | ja                                        | ja                    | ja                                        | ja                      | nein                                    | ja                                                         | ja                                           |
| Moorhuhn 2 – Die Jagd geht weiter (2000)                 | ja                      | ja                      | ja                                                                                  | nein                                      | ja                    | nein                                      | nein                    | ja                                      | ja                                                         | nein                                         |
| Moorhuhn Winter-Edition (2001)                           | nein                    | ja                      | ja                                                                                  | nein                                      | ja                    | nein                                      | ja                      | nein                                    | nein                                                       | nein                                         |
| Moorhuhn 3 – Es gibt Huhn! (2001)                        | nein                    | nein                    | ja                                                                                  | nein                                      | ja                    | nein                                      | nein                    | nein                                    | ja                                                         | nein                                         |
| Moorhuhn X (2003)                                        | nein                    | nein                    | nein                                                                                | nein                                      | Demo                  | nein                                      | Demo                    | nein                                    | nein                                                       | Demo                                         |
| Moorhuhn Wanted (2004)                                   | nein                    | nein                    | nein                                                                                | nein                                      | nein                  | nein                                      | Demo                    | Demo                                    | nein                                                       | nein                                         |
| Moorhuhn Remake (2005)                                   | nein                    | nein                    | nein                                                                                | nein                                      | nein                  | nein                                      | nein                    | nein                                    | nein                                                       | ja                                           |
| Moorhuhn Kart Classic (2002)                             | nein                    | nein                    | nein                                                                                | Demo                                      | ja                    | Demo                                      | nein                    | nein                                    | nein                                                       | nein                                         |
| Moorhuhn Kart Extra (2003)                               | nein                    | nein                    | nein                                                                                | nein                                      | nein                  | nein                                      | ja                      | nein                                    | nein                                                       | nein                                         |
| Moorhuhn Kart 2 (2004)                                   | nein                    | nein                    | nein                                                                                | nein                                      | nein                  | nein                                      | Demo                    | Demo                                    | nein                                                       | nein                                         |
| Moorhuhn Adventure – Der Schatz des Pharao (2003)        | nein                    | nein                    | nein                                                                                | nein                                      | nein                  | nein                                      | Demo                    | nein                                    | nein                                                       | nein                                         |
| Moorhuhn Adventure – Der Fluch des Goldes (2005)         | nein                    | nein                    | nein                                                                                | nein                                      | nein                  | nein                                      | Demo                    | nein                                    | ja                                                         | Demo                                         |
| Moorhuhn Tennis (2001)                                   | nein                    | nein                    | nein                                                                                | ja                                        | ja                    | ja                                        | nein                    | ja                                      | nein                                                       | nein                                         |
| Fische versenken (2001)                                  | nein                    | nein                    | nein                                                                                | nein                                      | nein                  | ja                                        | nein                    | nein                                    | nein                                                       | nein                                         |
| Schneckentrainer (2003)                                  | nein                    | nein                    | nein                                                                                | nein                                      | nein                  | nein                                      | nein                    | ja                                      | nein                                                       | nein                                         |
| Moorfrosch (2003)                                        | nein                    | nein                    | nein                                                                                | nein                                      | nein                  | nein                                      | ja                      | Demo                                    | nein                                                       | nein                                         |
| Hank (2005)                                              | nein                    | nein                    | nein                                                                                | nein                                      | nein                  | nein                                      | nein                    | nein                                    | nein                                                       | Demo                                         |
| Moorhuhn Adventure HIQU – Das Spiel der Pharaonen (2004) | nein                    | nein                    | nein                                                                                | nein                                      | nein                  | nein                                      | nein                    | nein                                    | ja                                                         | nein                                         |
| Moorhuhn Pinball Vol. 1 (2004)                           | nein                    | nein                    | nein                                                                                | nein                                      | nein                  | nein                                      | Demo                    | nein                                    | nein                                                       | nein                                         |
| Spiele außerhalb der Moorhuhn-Serie                      | nein                    | nein                    | nein                                                                                | ja                                        | nein                  | ja                                        | nein                    | ja                                      | nein                                                       | ja                                           |

| Beinhaltete Spiele                                       | Moorhuhn Bundle (2006) | Moorhuhn and Friends (2006) | Moorhuhn Sammelbox: Big Adventure (2006) | Moorhuhn präsentiert: 10 Fun Games 2 (2006) / Moorhuhn präsentiert: Fun Games 2007 (2007) | Moorhuhn Kart Racerbox (2006) | Moorhuhn Total 3 (2006) | Moorhuhn präsentiert: Die große Moorhuhn-Fun-Box (2007) | Moorhuhn Total 4 (2007) | Moorhuhn Explosiv (2008) | Moorhuhn Total 5 (2008) |
| -------------------------------------------------------- | ---------------------- | --------------------------- | ---------------------------------------- | ----------------------------------------------------------------------------------------- | ----------------------------- | ----------------------- | ------------------------------------------------------- | ----------------------- | ------------------------ | ----------------------- |
| Die Original Moorhuhnjagd (1999)                         | ja                     | nein                        | nein                                     | nein                                                                                      | nein                          | nein                    | nein                                                    | ja                      | nein                     | nein                    |
| Moorhuhn 2 – Die Jagd geht weiter (2000)                 | ja                     | nein                        | nein                                     | ja                                                                                        | nein                          | nein                    | ja                                                      | nein                    | nein                     | nein                    |
| Moorhuhn Winter-Edition (2001)                           | nein                   | nein                        | nein                                     | nein                                                                                      | nein                          | ja                      | nein                                                    | nein                    | nein                     | nein                    |
| Moorhuhn 3 – Es gibt Huhn! (2001)                        | ja                     | nein                        | nein                                     | nein                                                                                      | nein                          | ja                      | nein                                                    | nein                    | nein                     | nein                    |
| Moorhuhn X (2003)                                        | nein                   | ja                          | nein                                     | nein                                                                                      | nein                          | nein                    | nein                                                    | nein                    | ja                       | nein                    |
| Moorhuhn Wanted (2004)                                   | nein                   | nein                        | nein                                     | Demo                                                                                      | nein                          | nein                    | Demo                                                    | nein                    | ja                       | ja                      |
| Moorhuhn Remake (2005)                                   | nein                   | nein                        | nein                                     | nein                                                                                      | nein                          | ja                      | nein                                                    | nein                    | nein                     | nein                    |
| Moorhuhn Invasion (2005)                                 | Demo                   | nein                        | nein                                     | nein                                                                                      | nein                          | ja                      | nein                                                    | nein                    | nein                     | nein                    |
| Moorhuhn 1984 (2005)                                     | nein                   | nein                        | nein                                     | ja                                                                                        | nein                          | ja                      | ja                                                      | nein                    | nein                     | nein                    |
| Moorhuhn Piraten (2006)                                  | nein                   | nein                        | nein                                     | nein                                                                                      | nein                          | nein                    | nein                                                    | ja                      | ja                       | nein                    |
| Moorhuhn Director's Cut (2007)                           | nein                   | nein                        | nein                                     | nein                                                                                      | nein                          | nein                    | nein                                                    | nein                    | nein                     | ja                      |
| Moorhuhn Kart Classic (2002)                             | nein                   | nein                        | nein                                     | nein                                                                                      | ja                            | nein                    | ja                                                      | nein                    | ja                       | nein                    |
| Moorhuhn Kart Extra (2003)                               | nein                   | nein                        | nein                                     | nein                                                                                      | ja                            | nein                    | ja                                                      | ja                      | nein                     | nein                    |
| Moorhuhn Kart 2 (2004)                                   | nein                   | nein                        | nein                                     | nein                                                                                      | ja                            | ja                      | ja                                                      | ja                      | nein                     | nein                    |
| Moorhuhn Kart 3 (2007)                                   | nein                   | nein                        | nein                                     | nein                                                                                      | nein                          | nein                    | nein                                                    | nein                    | nein                     | ja                      |
| Moorhuhn Adventure – Der Schatz des Pharao (2003)        | nein                   | nein                        | ja                                       | nein                                                                                      | nein                          | nein                    | nein                                                    | ja                      | ja                       | nein                    |
| Moorhuhn Adventure – Der Fluch des Goldes (2005)         | nein                   | nein                        | ja                                       | nein                                                                                      | nein                          | nein                    | nein                                                    | ja                      | nein                     | nein                    |
| Moorhuhn Schatzjäger (2005)                              | nein                   | nein                        | nein                                     | nein                                                                                      | nein                          | Demo                    | nein                                                    | ja                      | nein                     | nein                    |
| Moorhuhn Schatzjäger 2 (2006)                            | nein                   | nein                        | nein                                     | nein                                                                                      | nein                          | nein                    | nein                                                    | nein                    | nein                     | ja                      |
| Moorhuhn Schatzjäger 3 (2007)                            | nein                   | nein                        | nein                                     | nein                                                                                      | nein                          | nein                    | nein                                                    | nein                    | ja                       | nein                    |
| Moorhuhn Tennis (2001)                                   | nein                   | nein                        | nein                                     | nein                                                                                      | nein                          | ja                      | nein                                                    | nein                    | nein                     | nein                    |
| Moorhuhn Soccer (2006)                                   | nein                   | nein                        | nein                                     | nein                                                                                      | nein                          | nein                    | nein                                                    | nein                    | ja                       | ja                      |
| Schneckentrainer (2003)                                  | nein                   | nein                        | nein                                     | ja                                                                                        | nein                          | nein                    | ja                                                      | nein                    | nein                     | nein                    |
| Moorfrosch (2003)                                        | nein                   | ja                          | nein                                     | Demo                                                                                      | nein                          | nein                    | Demo                                                    | nein                    | nein                     | ja                      |
| Kröt – Monster, Minen & Raketen (2005)                   | nein                   | ja                          | nein                                     | nein                                                                                      | nein                          | nein                    | nein                                                    | nein                    | nein                     | nein                    |
| Hank (2005)                                              | nein                   | nein                        | nein                                     | nein                                                                                      | nein                          | nein                    | nein                                                    | nein                    | nein                     | ja                      |
| Moorhuhn Adventure HIQU – Das Spiel der Pharaonen (2004) | nein                   | nein                        | nein                                     | ja                                                                                        | nein                          | nein                    | ja                                                      | nein                    | nein                     | nein                    |
| Moorhuhn Pinball Vol. 1 (2004)                           | nein                   | nein                        | nein                                     | Demo                                                                                      | nein                          | ja                      | ja                                                      | ja                      | nein                     | nein                    |
| Moorhuhn im Anflug (2005)                                | nein                   | nein                        | nein                                     | nein                                                                                      | nein                          | Demo                    | nein                                                    | ja                      | nein                     | nein                    |
| Moorhuhn Mah-Jongg (2006)                                | nein                   | nein                        | nein                                     | nein                                                                                      | nein                          | nein                    | ja                                                      | nein                    | nein                     | ja                      |
| Spiele außerhalb der Moorhuhn-Serie                      | nein                   | nein                        | nein                                     | ja                                                                                        | nein                          | nein                    | ja                                                      | nein                    | nein                     | nein                    |

| Included games                                    | Moorhuhn 10 Jahre Jubiläumsedition (2010) | Moorhuhn Gamesload Geburtstagspaket (2010) | Moorhuhn Gamesload Racingpaket (2010) | Moorhuhn: Die doppelte Ladung (2014) | Moorhuhn Complete (2016) |
| ------------------------------------------------- | ----------------------------------------- | ------------------------------------------ | ------------------------------------- | ------------------------------------ | ------------------------ |
| Die Original Moorhuhnjagd (1999)                  | ja                                        | nein                                       | nein                                  | nein                                 | ja                       |
| Moorhuhn 2 – Die Jagd geht weiter (2000)          | ja                                        | nein                                       | nein                                  | nein                                 | ja                       |
| Moorhuhn Winter-Edition (2001)                    | ja                                        | ja                                         | nein                                  | nein                                 | ja                       |
| Moorhuhn 3 – Es gibt Huhn! (2001)                 | ja                                        | nein                                       | nein                                  | nein                                 | ja                       |
| Moorhuhn X (2003)                                 | ja                                        | ja                                         | nein                                  | nein                                 | ja                       |
| Moorhuhn Wanted (2004)                            | ja                                        | nein                                       | nein                                  | nein                                 | ja                       |
| Moorhuhn Remake (2005)                            | ja                                        | nein                                       | nein                                  | nein                                 | ja                       |
| Moorhuhn Invasion (2005)                          | ja                                        | nein                                       | nein                                  | nein                                 | ja                       |
| Moorhuhn Piraten (2006)                           | ja                                        | nein                                       | nein                                  | nein                                 | ja                       |
| Moorhuhn Director's Cut (2007)                    | ja                                        | nein                                       | nein                                  | nein                                 | ja                       |
| Moorhuhn Kart Classic (2002)                      | ja                                        | nein                                       | nein                                  | nein                                 | ja                       |
| Moorhuhn Kart Extra (2003)                        | ja                                        | nein                                       | ja                                    | nein                                 | ja                       |
| Moorhuhn Kart 2 (2004)                            | ja                                        | nein                                       | nein                                  | nein                                 | ja                       |
| Moorhuhn Kart 3 (2007)                            | ja                                        | nein                                       | nein                                  | nein                                 | ja                       |
| Moorhuhn Kart Thunder (2008)                      | ja                                        | nein                                       | ja                                    | nein                                 | ja                       |
| Moorhuhn Adventure – Der Schatz des Pharao (2003) | ja                                        | nein                                       | nein                                  | nein                                 | ja                       |
| Moorhuhn Adventure – Der Fluch des Goldes (2005)  | ja                                        | nein                                       | nein                                  | nein                                 | ja                       |
| Moorhuhn Schatzjäger (2005)                       | ja                                        | nein                                       | nein                                  | nein                                 | ja                       |
| Moorhuhn Schatzjäger 2 (2006)                     | ja                                        | nein                                       | nein                                  | nein                                 | ja                       |
| Moorhuhn Schatzjäger 3 (2007)                     | ja                                        | nein                                       | nein                                  | nein                                 | ja                       |
| Moorhuhn Atlantis (2008)                          | ja                                        | nein                                       | nein                                  | nein                                 | ja                       |
| Moorhuhn – Das verbotene Schloss (2009)           | nein                                      | nein                                       | nein                                  | ja                                   | ja                       |
| Moorhuhn – Tiger & Chicken (2013)                 | nein                                      | nein                                       | nein                                  | ja                                   | ja                       |

| Included games                                    | Moorhuhn Shooter Edition (2020) | Moorhuhn Klassiker Paket (2020) | Moorhuhn Kart Paket (2020) | Moorhuhn Kart & Klassiker Paket (2020) | Moorhuhn Adventure Paket (2020) | Moorhuhn Kart & Adventure Paket (2020) | Moorhuhn Schatzjäger Paket (2020) |
| ------------------------------------------------- | ------------------------------- | ------------------------------- | -------------------------- | -------------------------------------- | ------------------------------- | -------------------------------------- | --------------------------------- |
| Die Original Moorhuhnjagd (1999)                  | nein                            | ja                              | nein                       | nein                                   | nein                            | nein                                   | nein                              |
| Moorhuhn 2 – Die Jagd geht weiter (2000)          | nein                            | ja                              | nein                       | nein                                   | nein                            | nein                                   | nein                              |
| Moorhuhn Winter-Edition (2001)                    | nein                            | ja                              | nein                       | nein                                   | nein                            | nein                                   | nein                              |
| Moorhuhn 3 – Es gibt Huhn! (2001)                 | nein                            | ja                              | nein                       | ja                                     | nein                            | nein                                   | nein                              |
| Moorhuhn X (2003)                                 | nein                            | ja                              | nein                       | ja                                     | nein                            | nein                                   | nein                              |
| Moorhuhn Wanted (2004)                            | ja                              | ja                              | nein                       | nein                                   | nein                            | nein                                   | nein                              |
| Moorhuhn Remake (2005)                            | ja                              | ja                              | nein                       | ja                                     | nein                            | nein                                   | nein                              |
| Moorhuhn Invasion (2005)                          | nein                            | ja                              | nein                       | ja                                     | nein                            | nein                                   | nein                              |
| Moorhuhn Piraten (2006)                           | nein                            | ja                              | nein                       | nein                                   | nein                            | nein                                   | nein                              |
| Moorhuhn Director's Cut (2007)                    | nein                            | ja                              | nein                       | nein                                   | nein                            | nein                                   | nein                              |
| Moorhuhn Kart Classic (2002)                      | nein                            | nein                            | nein                       | ja                                     | nein                            | ja                                     | nein                              |
| Moorhuhn Kart Extra (2003)                        | nein                            | nein                            | ja                         | nein                                   | nein                            | nein                                   | nein                              |
| Moorhuhn Kart 2 (2004)                            | nein                            | nein                            | ja                         | ja                                     | nein                            | ja                                     | nein                              |
| Moorhuhn Kart 3 (2007)                            | nein                            | nein                            | ja                         | ja                                     | nein                            | ja                                     | nein                              |
| Moorhuhn Kart Thunder (2008)                      | nein                            | nein                            | ja                         | ja                                     | nein                            | nein                                   | nein                              |
| Moorhuhn Adventure – Der Schatz des Pharao (2003) | nein                            | nein                            | nein                       | nein                                   | ja                              | ja                                     | nein                              |
| Moorhuhn Adventure – Der Fluch des Goldes (2005)  | nein                            | nein                            | nein                       | nein                                   | ja                              | ja                                     | nein                              |
| Moorhuhn Schatzjäger (2005)                       | nein                            | nein                            | nein                       | nein                                   | nein                            | nein                                   | ja                                |
| Moorhuhn Schatzjäger 2 (2006)                     | nein                            | nein                            | nein                       | nein                                   | nein                            | nein                                   | ja                                |
| Moorhuhn Schatzjäger 3 (2007)                     | nein                            | nein                            | nein                       | nein                                   | nein                            | ja                                     | ja                                |
| Moorhuhn Atlantis (2008)                          | nein                            | nein                            | nein                       | nein                                   | ja                              | nein                                   | nein                              |
| Moorhuhn – Das verbotene Schloss (2009)           | nein                            | nein                            | nein                       | nein                                   | ja                              | nein                                   | nein                              |

| Included games                                    | Moorhuhn Vol. 1 (2021) | Moorhuhn Vol. 2 (2021) | Moorhuhn Kart Vol. 3 (2021) | Das Moorhuhn Paket (2022) |
| ------------------------------------------------- | ---------------------- | ---------------------- | --------------------------- | ------------------------- |
| Die Original Moorhuhnjagd (1999)                  | ja                     | nein                   | nein                        | ja                        |
| Moorhuhn 2 – Die Jagd geht weiter (2000)          | ja                     | nein                   | nein                        | nein                      |
| Moorhuhn Winter-Edition (2001)                    | ja                     | nein                   | nein                        | nein                      |
| Moorhuhn 3 – Es gibt Huhn! (2001)                 | ja                     | nein                   | nein                        | nein                      |
| Moorhuhn X (2003)                                 | nein                   | ja                     | nein                        | nein                      |
| Moorhuhn Wanted (2004)                            | nein                   | ja                     | nein                        | ja                        |
| Moorhuhn Remake (2005)                            | ja                     | nein                   | nein                        | nein                      |
| Moorhuhn Invasion (2005)                          | ja                     | nein                   | nein                        | nein                      |
| Moorhuhn Piraten (2006)                           | ja                     | nein                   | nein                        | nein                      |
| Moorhuhn Director's Cut (2007)                    | ja                     | nein                   | nein                        | nein                      |
| Moorhuhn Kart Classic (2002)                      | nein                   | ja                     | nein                        | ja                        |
| Moorhuhn Kart Extra (2003)                        | nein                   | ja                     | nein                        | nein                      |
| Moorhuhn Kart 2 (2004)                            | nein                   | ja                     | nein                        | nein                      |
| Moorhuhn Kart 3 (2007)                            | nein                   | ja                     | nein                        | nein                      |
| Moorhuhn Kart Thunder (2008)                      | nein                   | ja                     | nein                        | nein                      |
| Moorhuhn Adventure – Der Schatz des Pharao (2003) | nein                   | nein                   | ja                          | nein                      |
| Moorhuhn Adventure – Der Fluch des Goldes (2005)  | nein                   | nein                   | ja                          | nein                      |
| Moorhuhn Schatzjäger (2005)                       | nein                   | nein                   | ja                          | ja                        |
| Moorhuhn Schatzjäger 2 (2006)                     | nein                   | nein                   | ja                          | nein                      |
| Moorhuhn Schatzjäger 3 (2007)                     | nein                   | nein                   | ja                          | nein                      |
| Moorhuhn Atlantis (2008)                          | nein                   | nein                   | ja                          | ja                        |
| Moorhuhn – Das verbotene Schloss (2009)           | nein                   | nein                   | ja                          | ja                        |
| Moorhuhn – Tiger & Chicken (2013)                 | nein                   | nein                   | ja                          | nein                      |

## Andere Medien
Der Erfolg der Spiele brachte zahlreiche Merchandise-Artikel, eine Comicserie, eine Zeichentrickserie, mehrere Drehbücher für Kinofilme (obwohl nie ein Film gedreht wurde) und eine von BMG produzierte Single (Gimme more Huhn von Komiker Wigald Boning) hervor.

### Musik

#### Spielesoundtrack
Nils Fritze war Komponist aller Spiele der Reihe seit Moorhuhn Winter-Edition (2001) bis Mitte 2006.
Für den Soundtrack zu Schatzjäger 2 (Ende 2006) waren Georg Heckermann und Gunther Glöckner, für Schatzjäger 3 Henrik Jacoby (2007) und für die Fortsetzung Moorhuhn Atlantis (2008) Kai Walter (Snap Dragon Games) verantwortlich.
Die Fortsetzungen der Kart-Reihe (Moorhuhn Kart 3 und Thunder) sowie das Hauptspiel Director’s Cut vertonte Haiko Ruttmann.
Der Soundtrack zum Spiel Moorhuhn – Tiger & Chicken wurde von Jan Klose/Tilman Sillescu (Dynamedion) komponiert, Helge Borgarts hat einige Tracks beigesteuert. Gespielt wurde der Soundtrack von der Staatskapelle Halle.

#### Separate Musik
Im Jahr 2000 nahm Wigald Boning das Lied „Gimme more Huhn“ auf. Als Interpret war „Moorhuhn feat. Wigald Boning“ angegeben. Im selben Jahr wurde das dazugehörige Album Geflügelpop Non Stop veröffentlicht. Von Pro7 wurde auch noch eine Cover Version von Ottawans Hit Hands Up veröffentlicht. Auch gab es eine Radioserie namens „Moorhuhn Ausnahmezustand“, welches im Universum der Gerd Show spielt. Eine Best of CD namens „Moorhuhn 2 Ausnahmezustand: das Beste aus der Radio Kult-Comedy!“ wurde von Sony veröffentlicht.

### Filme
Im Jahr 2001 wurden insgesamt 26 einminütige Zeichentrickfilme produziert, die dann in Werbeunterbrechungen deutscher TV-Sender zu sehen waren. Santiago Ziesmer übernahm dabei die Synchronisation des Moorhuhns.
Im September 2011 wurde die Produktion eines Moorhuhn-Kinofilms von der Phenomedia angekündigt. Der Film sollte von Douglas Welbat und der „Nova Entertainment Cinema“ produziert werden. Ein Jahr darauf wurde das Drehbuch mit einem Fördergeld von 45.000 Euro der Filmförderungsanstalt FFA gefördert, seinerzeit die höchste Förderung der Drehbuchkommission. Seither hat man von der Produktion nichts mehr erfahren.

## Rezeption

### Kommerzieller Erfolg
Obwohl das massenhafte Interesse an dem Franchise ursprünglich durch die Verbreitung seiner frühen Titel als kostenlose Software über das Internet hervorgerufen wurde, gelang es der Serie, auch nach der sogenannten „Moorhuhn-Boom“-Periode Anfang der 2000er Jahre eine gewisse Relevanz zu behalten. So konnten sich bis 2013 mehr als 15 Millionen kostenpflichtige Computerspiele unter der Moorhuhn-Marke verkaufen, während allein die von offiziellen Quellen bereitgestellten Demoversionen rund 80 Millionen Mal heruntergeladen wurden. Gleichzeitig hatte die Serie von Anfang an Probleme mit der ordnungsgemäßen Monetarisierung ihrer Spiele. Ein Beispiel dafür ist die PC-Version von Moorhuhn 2 – Die Jagd geht weiter. Während sich von dieser zwar über 300.000 Exemplare für die UVP von 20 Mark verkauften, wurde eine kostenlose Version am Tag der Veröffentlichung Berichten zufolge 180.000 Mal pro Stunde heruntergeladen. Diese Datenmenge war groß genug, um einige der wichtigsten deutschen IXPs in Frankfurt am Main und Hamburg zum Absturz zu bringen.
Was den Zweck des ursprünglichen Spiels als Marketing für Johnnie Walker-Whisky betrifft, ergab eine Studie der Universität Mannheim aus dem Jahr 2003, dass Probanden, die das Spiel bereits gespielt hatten, die Marke Johnnie Walker im Vergleich als moderner und zeitgemäßer empfanden. Obwohl die Studie zu dem Schluss kam, dass das Spiel keinen wesentlichen Einfluss auf die allgemeine Bekanntheit der Marke oder die Kaufabsichten der Kunden hatte, stellte sie fest, dass die Etablierung des Moorhuhns als Teil eines neuen Images weitaus schneller erfolgte als ähnliche Bemühungen über traditionelle Massenmedien.

### Tierschutzbedenken
Anfang 2000 behauptete ein Vertreter des Deutschen Tierschutzbundes, dass die Prämisse der Original Moorhuhnjagd sinnbildlich für einen allgemeinen Mangel an Respekt gegenüber Tieren sei und angeblich das Töten von Vögeln durch Desensibilisierung der Spieler fördere. Da Johnnie Walker mit solcher Kritik bereits vor der Veröffentlichung rechnete, mussten die Entwickler die Gewalt im Spiel mehrmals abschwächen. Zudem wurde im Endbildschirm nach einem Level ein Bild eines traurigen Moorhuhns in Gips und Krücken eingebaut, um einerseits zu zeigen, dass die Tiere im Spielverlauf nicht wirklich umgebracht werden und andererseits, um durch die Darstellung der Folgen von Gewalt diese weniger attraktiv zu machen.

### Reviews
Während Kritiker die einzelnen Teile der Serie zu deren Anfängen allgemein noch als positive Erfahrung werteten, schnitten spätere Einträge langsam immer schlechter ab.
Mehrere Fachmedien lobten die leichte Zugänglichkeit von Moorhuhn, sowohl in Bezug auf die Spiele an sich als auch auf deren geringe Hardware-Anforderungen. Allerdings führte die schiere Menge an Veröffentlichungen, insbesondere in den 2000er Jahren, dazu, dass in professionellen Reviews Bedenken hinsichtlich der „Monotonie“ der Franchise geäußert wurden. Selbst kleinste Neuerungen wie das Nutzen von Bewegungssteuerung wurden als Grund dafür angeführt, dass ein Spiel „wesentlich mehr Spaß als sein Vorgänger“ bereite. Auch wenn die Spiele als „einfach, aber charmant“ beschrieben wurden, wurden einige für ihre als – anbetracht der Bepreisung – mangelhaft wahrgenommene Menge an Inhalten kritisiert.
Die Moorhuhn-Kart-Reihe wurde meist mit niedrigeren Bewertungen abgestraft, wobei besonders der Umfang, die Grafik und die Steuerung durch ihren Vergleich mit der Mario-Kart-Reihe wenig überzeugen konnten.
Moorhuhn – Tiger & Chicken war bei den Kritikern erfolgreicher als die meisten anderen Ableger und erhielt Lob für seine Geschichte, Grafik und sein Gameplay.

### Auszeichnungen
Mehrere Spiele der Serie wurden für Computerspiel-bezogene Auszeichnungen nominiert oder haben diese gewonnen:
- KippenSchieten: 3. Platz für „PC Demo“ im Rahmen der Bizarre-Demoparty (1998).[82]
- Die Original Moorhuhnjagd (PC): Gewann den „Platin-Award für mindestens 200.000 verkaufte Einheiten“ der VUD (2000).[83]
- Die Original Moorhuhnjagd (GBC): Gewann den „Gold Award für mindestens 100.000 verkaufte Einheiten“ der VUD (2001).[83]
- Moorhuhn 2 – Die Jagd geht weiter (PC): Gewann den „Platin-Award für mindestens 200.000 verkaufte Einheiten“ der VUD (2000).[83]
- Moorhuhn Kart (PC): Gewann den „Gold Award für mindestens 100.000 verkaufte Einheiten“ der VUD (2001).[83]
- Moorhuhn X (PC): Gewann den „Gold Award für mindestens 100.000 verkaufte Einheiten“ der VUD (2001).[83]
- Moorhuhn Schatzjäger 2: 3. Platz für „Bestes Deutsches Casual Game“ des Deutschen Entwicklerpreises (2006).[84]
- Moorhuhn Schatzjäger Mobile: 2. Platz für „Bestes Mobile RPG/Adventure-Spiel“ des Deutschen Entwicklerpreises (2006).[84]
- Moorhuhn – Tiger & Chicken: Gewann „Best Mobile Core Game“ des Deutschen Entwicklerpreises (2013).[85]

## Einfluss
Heute gilt die Moorhuhn-Reihe als frühes Beispiel für virales Marketing und als eines der ersten Videospiel-Internetphänomene überhaupt. Darüber hinaus führte die Bekanntheit des Franchise dazu, dass das Wort „Moorhuhnjagd“ in den Duden aufgenommen wurde. Einer Studie des Medienpädagogischen Forschungsverbundes Südwest zufolge war Moorhuhn bei deutschen Kindern Anfang der 2000er das beliebteste Videospiel-Franchise, noch vor Pokémon, Tomb Raider oder Die Siedler.
Art Department und sein Nachfolgeunternehmen Phenomedia zeichneten sich auch dadurch aus, dass sie zu den ersten Publishern gehörten, die das Internet nutzten, um die Interaktion zwischen Fans zu fördern. Beispiele hierfür sind der Kauf und die Weiterführung der Moorhuhn World-Foren im Jahr 2001 durch Phenomedia sowie die Nutzung der offiziellen Website des Franchises für die Sammlung und Veröffentlichung von Highscores und Fan-Art mit darauf bezogenen Wettbewerben und Preisen. Das Unternehmen bat Spieler auch darum, Ideen für neue Moorhuhn-Spiele einzureichen. Darüber hinaus förderte Phenomedia das Modding ihrer Spiele, indem gelegentlich Wettbewerbe veranstaltet wurden, bei denen es beispielsweise PCs oder Digitalkameras für die Fans zu gewinnen gab, welche die besten Add-Ins für bestimmte Moorhuhn-Spiele einreichten; diese konnten über offizielle Add-In-Programme erstellt werden, die von Phenomedia-Partnern vertrieben wurden.
Speziell in Deutschland lösten die Spiele auch eine Debatte über Organisationskultur aus, da kontrovers diskutiert wurde, ob das Spielen von Computerspielen während der Arbeitszeit und/oder in den Pausen als Rechtfertigung für Entlassungen dienen könnte. Allein das Spielen von Moorhuhn 2 – Die Jagd geht weiter am Arbeitsplatz kostete deutsche Unternehmen im Jahr 2000 schätzungsweise rund 135 Millionen Mark.
Die hohe Nachfrage nach der Moorhuhn-Reihe sorgte auch dafür, dass die Spiele häufig zu Trägern von Trojanern (allen voran CIH) wurden. Damit waren sie unter den ersten über das Internet verbreiteten Videospielen, denen diese zweifelhafte Ehre zuteilwurde.
Mehrere Entwicklerstudios versuchten, den Erfolg der Moorhuhn-Spiele entweder durch Imitation des Namens (wie etwa Die Rache der Moorhühner, Die Rache der Sumpfhühner oder Digitale Hühnerjagd) oder des Spielprinzips (beispielsweise in Chicken Shoot, Rauchende Colts, oder Chicken Blaster) nachzuahmen.